# Ford
Cet article concerne le constructeur automobile. Pour les autres significations du mot/nom « ford », voir Ford (homonymie).
Pour les articles homonymes, voir FMC.
Ford (officiellement Ford Motor Company ou FMC) est un constructeur automobile américain, basé à Dearborn, une banlieue de la ville de Détroit, dans l'état du Michigan.

## Histoire

### Débuts

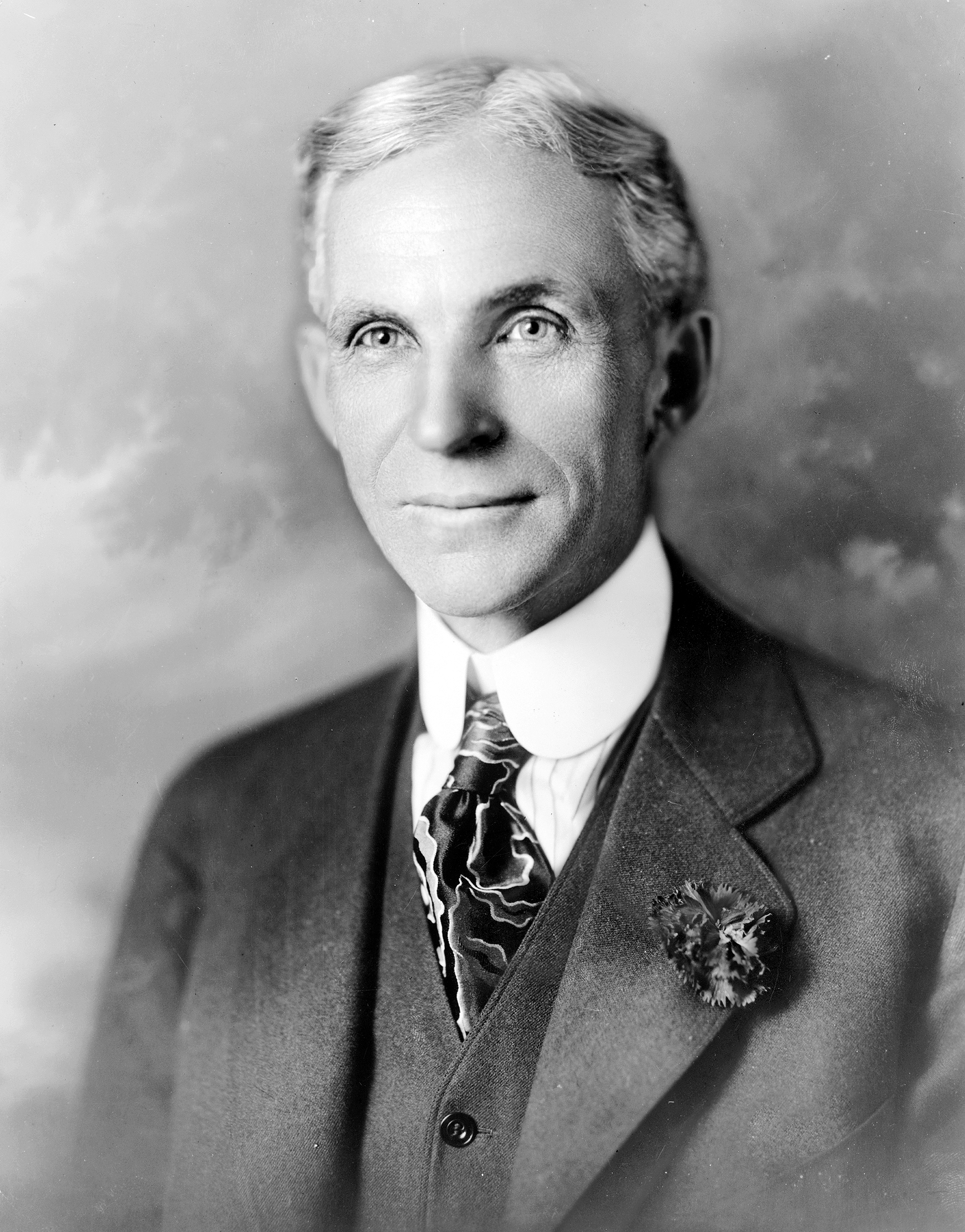
Henry Ford

C'est le 16 juin 1903, qu'Henry Ford crée la Ford Motor Company avec le soutien de onze investisseurs ayant réuni un capital de 28 000 dollars en espèces (soit 797 000 dollars en 2019). Les premières voitures furent livrées le 23 juillet 1903.
L'usine est installée dans une ancienne fabrique de fiacres de Détroit, elle connaît des débuts difficiles. Mais Henry Ford fourmille d'idées : en cinq ans, il crée dix-neuf modèles différents. L'entreprise importe du caoutchouc du Congo léopoldien pour la fabrication de pneus et pièces de moteurs.
Le succès vient en 1908 avec l'arrivée de la célèbre Ford T le 12 août 1908. Ce modèle fut vendu à plus de quinze millions d'exemplaires dans le monde. Le succès de la Ford T fut tel que la demande dépassera l'offre. Ford n'eut même pas besoin de faire de publicité de 1917 à 1923. En 1922, Ford rachète le constructeur américain Lincoln à Cadillac.

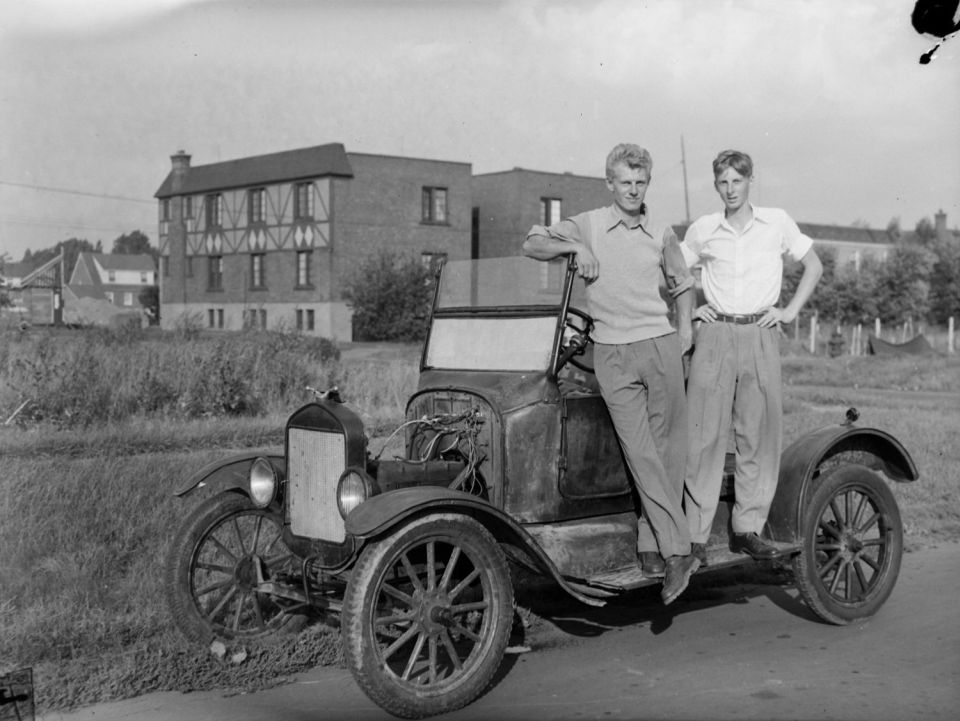
Ford Modèle T Canada, Montréal.

Pour produire la Ford T, Henry Ford dut mettre en place une nouvelle méthode de travail, appelée plus tard le « fordisme », inspirée directement du taylorisme, lui-même nommé O.S.T. (organisation scientifique du travail). Cette méthode se répandit rapidement au sein de l'ensemble des industries de transformation.
Pour faire face à une relative saturation du marché résultant d'une diffusion très large de la Ford T, Henry Ford élabore le principe du renouvellement des versions pour ses automobiles. De nouvelles versions de la Ford T apparaissent, parfois avec des modifications mineures par rapport aux versions précédentes, afin que le marché soit régulièrement stimulé par cet effet de mode. Critiqué pour son importation de caoutchouc congolais (travaux forcés), Ford se tourne vers des productions brésiliennes et indonésiennes.

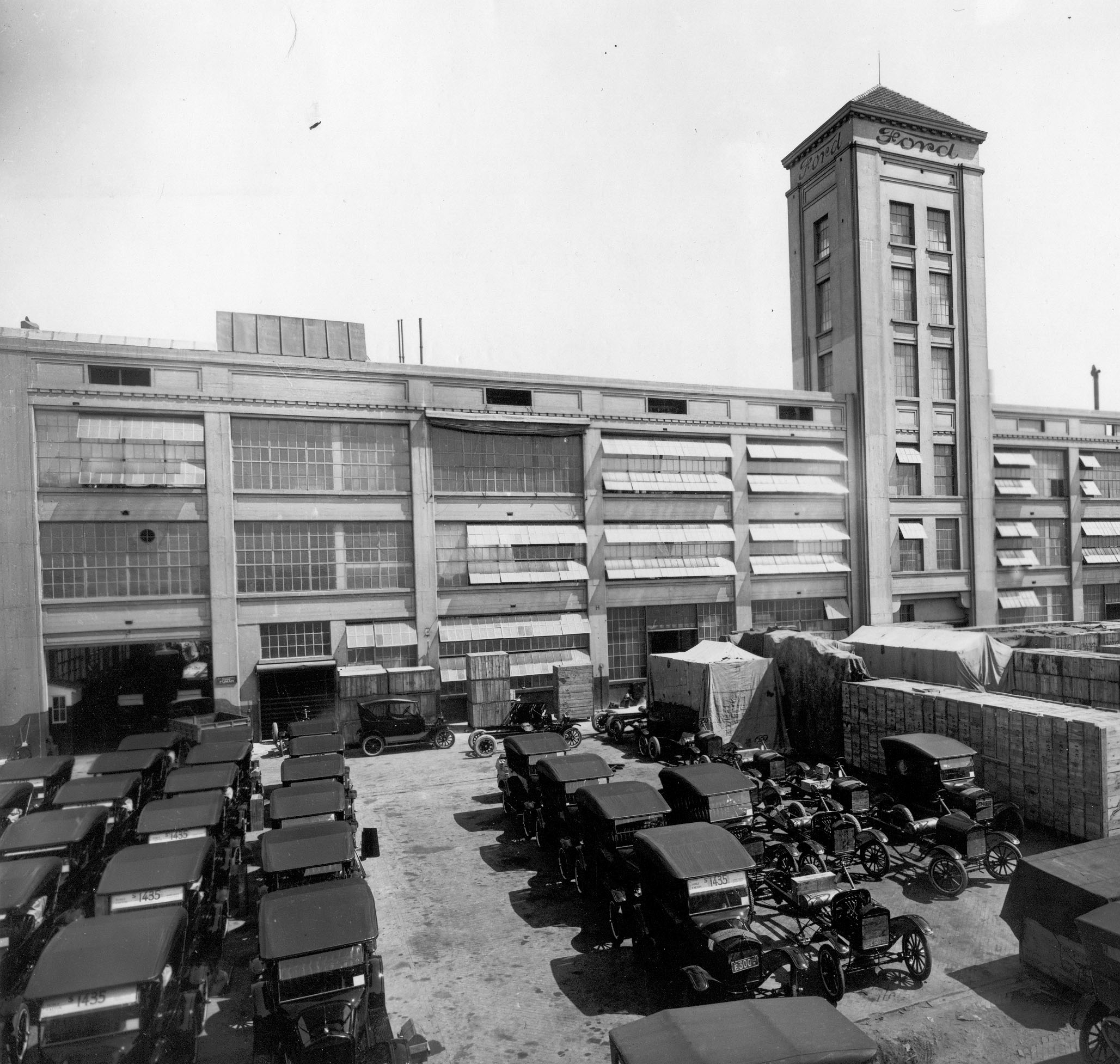
Première usine de montage de véhicules Ford en Argentine, vers 1921.

Le succès du Modèle T permet à Ford de s'agrandir considérablement aux États-Unis, mais également en Asie (1909), en Amérique du Sud, en Europe (1911) et en Australie (1925), de nouveaux sites de production et d'assemblage voient le jour. Ce développement fulgurant s'accompagne d'un système de rémunération unique pour l'époque : 5 dollars pour huit heures de travail par jour en 1914. Il permet de produire les volumes suffisants pour faire face à l'engouement pour la voiture des "années folles". Il met en place la première chaîne d'assemblage le 14 janvier 1914.
Pendant la Première Guerre mondiale, Ford produit des sous-marins, des chars, des avions et des ambulances pour les Alliés. La société se lance par la suite dans la production de camions et de tracteurs (Fordson) en 1917. Suivit la production aéronautique en 1925 (avion Tri-Motor), rapidement stoppée par la dépression économique qui sévira aux États-Unis après la crise de 1929. En 1919, Henry Ford prend sa retraite et transmet les pouvoirs à son unique fils, Edsel, tout en continuant à s'intéresser de très près à la société.
Dans les années 1920, le fordisme et ses corollaires – la mécanisation, l’amélioration des conditions de travail et le développement de l’économie – font d’Henry Ford un héros populaire en URSS et les ventes de véhicules Ford décuplent entre 1922 et 1925. Après la Première Guerre mondiale Ford inspire d'autres industriels, en Europe, tel que Citroën, qui investit massivement et devient le 2e constructeur mondial, derrière Ford, en 1929.
À la même époque, Ford achète le journal The Dearborn Independant qu'il transforme en tribune antisémite. Il compilera plus tard ses articles dans le livre Le Juif international, traduit en plusieurs langues, et qui inspira les écrits d'Adolf Hitler. Ainsi, Henry Ford est le seul américain cité dans Mein Kampf et fut le seul à avoir son portrait dans le bureau d'Hitler.
Le 1er janvier 1925, Ford sort sa dix-millionième voiture.

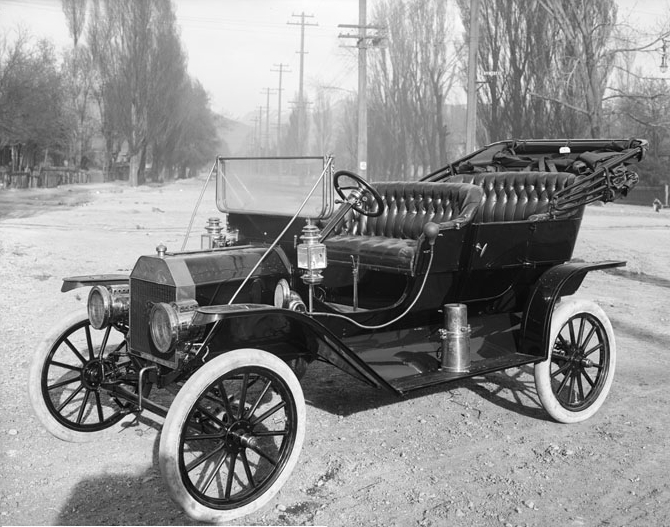
Ford T.

Dans les années 1930, Ford se constitue, selon l'expression du quotidien The New York Times, « la plus importante troupe militaire privée du monde », composée de 2000 à 3 000 hommes dont des anciens policiers et sportifs, et repris de justice. L'entreprise s'associe à la pègre de Détroit notamment afin de recruter des mercenaires capables d'intimider les syndicalistes et de mener des actions punitives contre les ouvriers grévistes.
Dès 1927, la direction de Ford passe un accord avec le « Al Capone de Détroit », Chester LaMare, puis s'associe à Joe Adonis, l'un des chefs de la mafia new-yorkaise. Après un accident de la route survenu à Henry Ford, en 1927, Harry Bennett, le « directeur du personnel » et véritable no 2 de l'entreprise, se dit en mesure de rassurer le public quant à l'hypothèse que son patron aurait été victime d'un attentat : « Nos liens avec la pègre de Détroit sont tels que moins de vingt-quatre heures après qu'un tel projet ait été tramé, nous en serions informés ».
L'affrontement le plus violent entre des recrues de la milice patronale et des syndicalistes eut lieu le 26 mai 1937, devant l'usine de River Rouge où des dizaines d'ouvriers syndiqués à la United Auto Workers s’apprêtant à distribuer des tracts sont attaqués. D'après les témoignages réunis par la Commission nationale des relations industrielles en juillet 1937, cinq miliciens étaient affectés pour chaque syndicaliste. En raison de la violence de ses pratiques anti-syndicales, le New York Times dit de Ford qu'il était « un fasciste de l'industrie — le Mussolini de Detroit ».
En 1927, Ford décide de remplacer la mythique Ford T et lance la Ford A. Ford s'implante de manière plus importante en Europe, notamment à Bordeaux, France en 1925, à Dagenham, Angleterre en 1929, puis à Cologne en Allemagne en 1930. Le site de Cologne devint le quartier général de Ford Europe. En 1932, Ford fut le premier constructeur à commercialiser un moteur V8, tandis que l'entreprise soviétique GAZ fonde son usine la même année, grâce à l'aide technique complète de Ford (chaîne d'assemblage, fourniture de moteurs, organisation, introduction du fordisme, envoi de coopérants, formation du personnel, etc.), trois ans après la signature de l'accord entre la société de Détroit et le gouvernement soviétique. À l'origine, l'usine Ford se situait à Berlin et a été vendue à l'URSS. La GAZ-A est la première voiture de la nouvelle société, réplique de la Ford A et le GAZ-AA, réplique du Ford AA assemblé son premier camion, dont la durée de vie ira au-delà de la Seconde Guerre mondiale. Ces modèles sont produits sous licence Ford. Les relations entre Henry Ford et Serguei Dyakanov, premier directeur de GAZ, étaient étroites et bonnes, professionnelles et personnelles. Cette amitié valut au soviétique de la part des autorités de son pays des soupçons d'intelligence avec l'étranger et de dérive droitière (à l'époque des Grandes Purges), et d'être arrêté, accusé, jugé et tué le 18 juillet 1938 par le NKVD pour espionnage au profit de gouvernements étrangers.
Le 18 janvier 1937, Ford sort sa 25 millionième voiture.

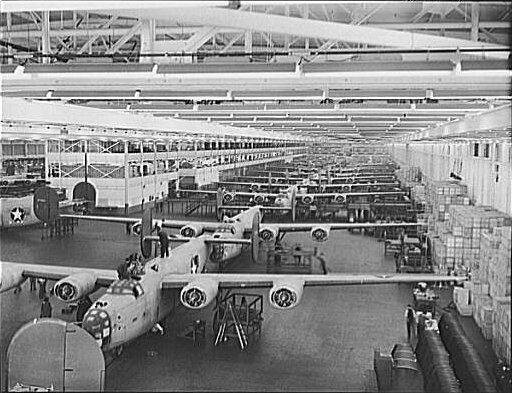
Ligne de montage de B-24 dans l'usine Ford de Willow Run.

Pendant la Seconde Guerre mondiale, Ford se consacre à l'effort de guerre « allié » en construisant des bombardiers, des jeeps, des moteurs d'avions, des chars de combat pour le complexe militaro-industriel des États-Unis. En 1939, Edsel, le fils d'Henry Ford fonde la marque de voitures de luxe Mercury.

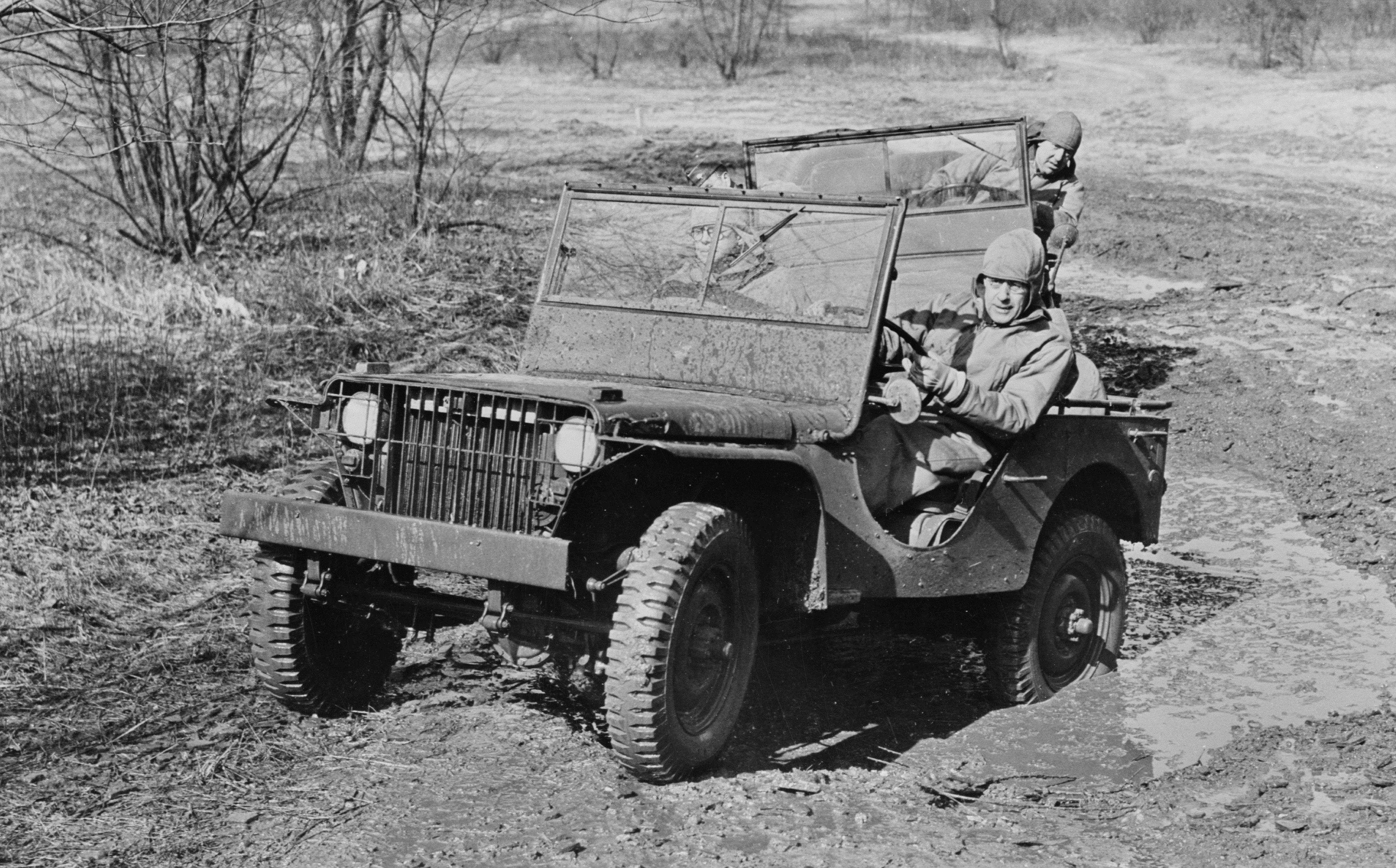
Ford GP, ou Jeep.

Les usines de Ford en URSS produisent un très grand nombre de camions et autres véhicules pour l'Armée rouge, tandis que l'usine allemande (Fordwerke) et l'usine de Poissy en France ont produit un grand nombre de véhicules militaires utilisés par les Allemands pendant la Seconde Guerre mondiale. General Motors et Ford deviennent les principaux fournisseurs de la Wehrmacht en véhicules de transport de troupes.
Ford a nié ces allégations, toutefois il est prouvé que la société avait commencé à exploiter la main-d'œuvre de travailleurs forcés et de prisonniers de guerre avant même l'institution de cette exploitation très rentable par le gouvernement allemand. Des accusations identiques ont été portées contre de nombreuses entreprises américaines ayant des activités en Europe au moment du conflit. Mais aucune n'aura à ce point inspiré le national-socialisme. Après-guerre, l'entreprise recevra, des compensations de l’État américain pour les bombardements subis. Toutefois, elle versera en 2001, deux millions de dollars destinés à indemniser les victimes du travail forcé.
Le président de la société, Edsel Ford, meurt prématurément en mai 1943. Ce sera Henry Ford qui le remplacera jusqu’à ce que l'aîné de ses petits-enfants, Henry Ford II, lui succède en septembre 1945. Henry Ford ne verra pas le renouveau de sa marque, il meurt le 7 avril 1947 à l'âge de 83 ans. Étonnamment, le passé nazi et antisémite de Henry Ford a été occulté dans beaucoup de ses biographies. Henry Ford incarne un tel modèle de réussite industrielle que certains préfèrent masquer les aspérités les plus grossières d'un homme qui resta un des contributeurs à l'antisémitisme américain.

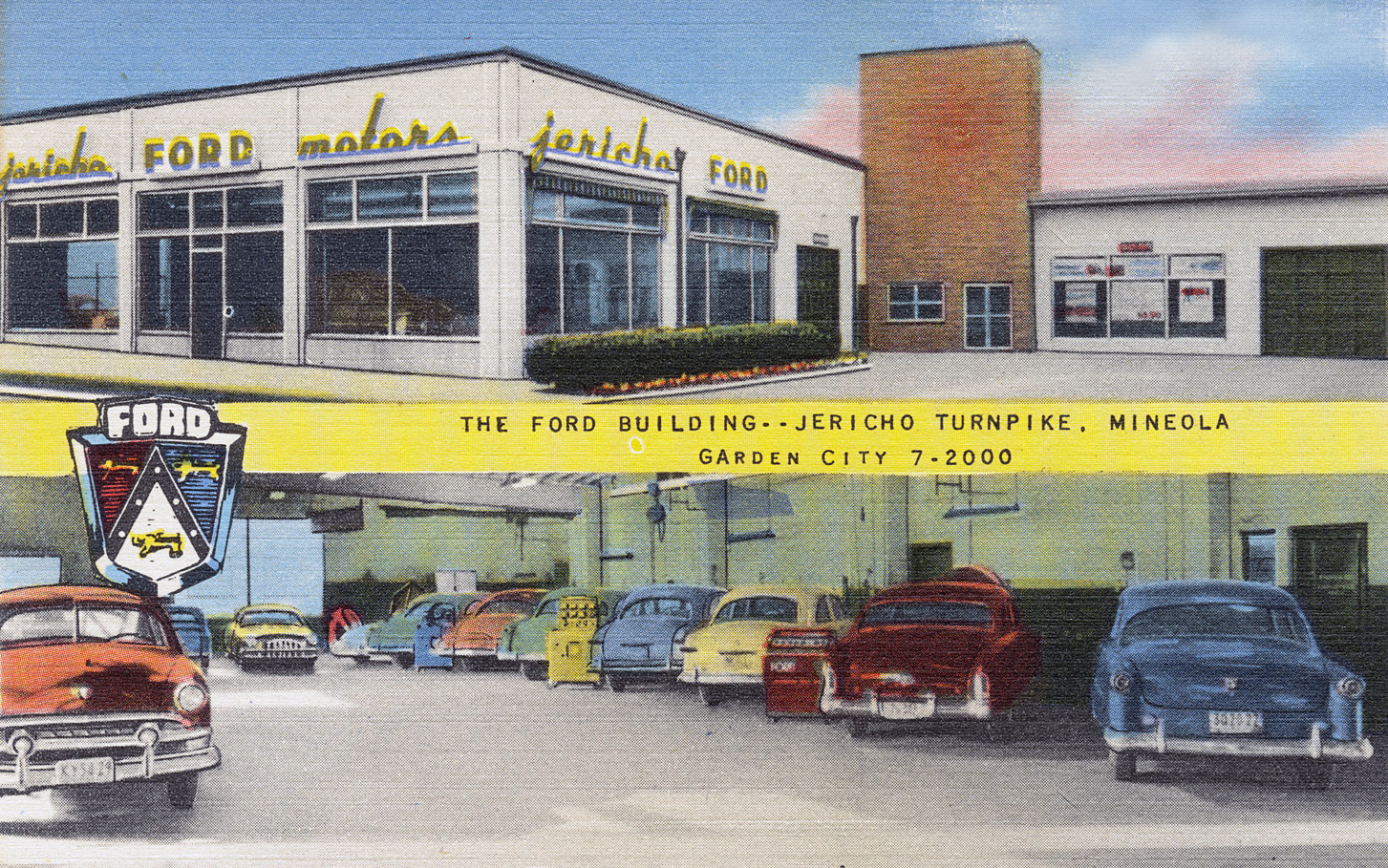
Concessionnaire Ford aux États-Unis dans les années 1950.

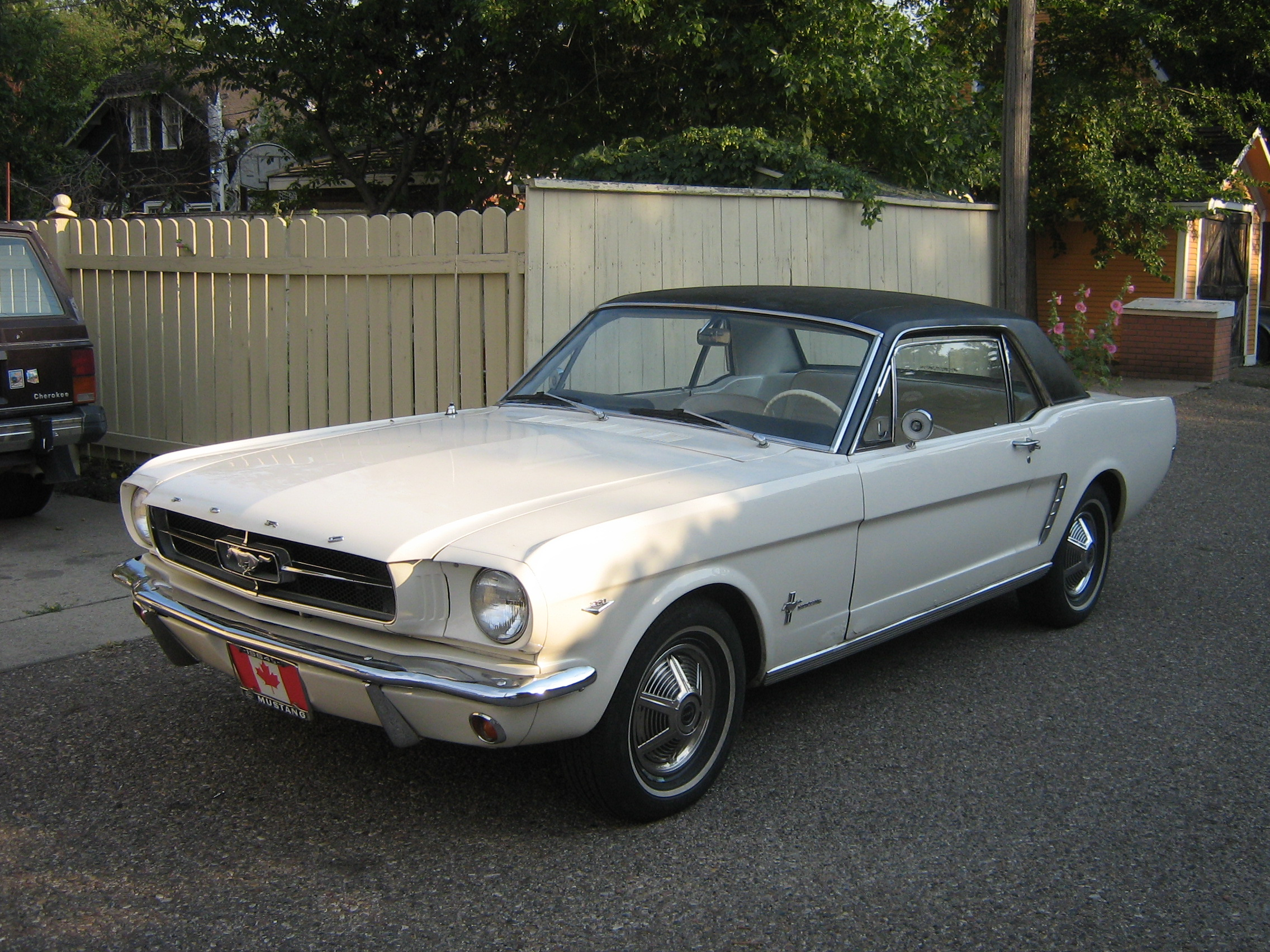
Ford Mustang 1964.

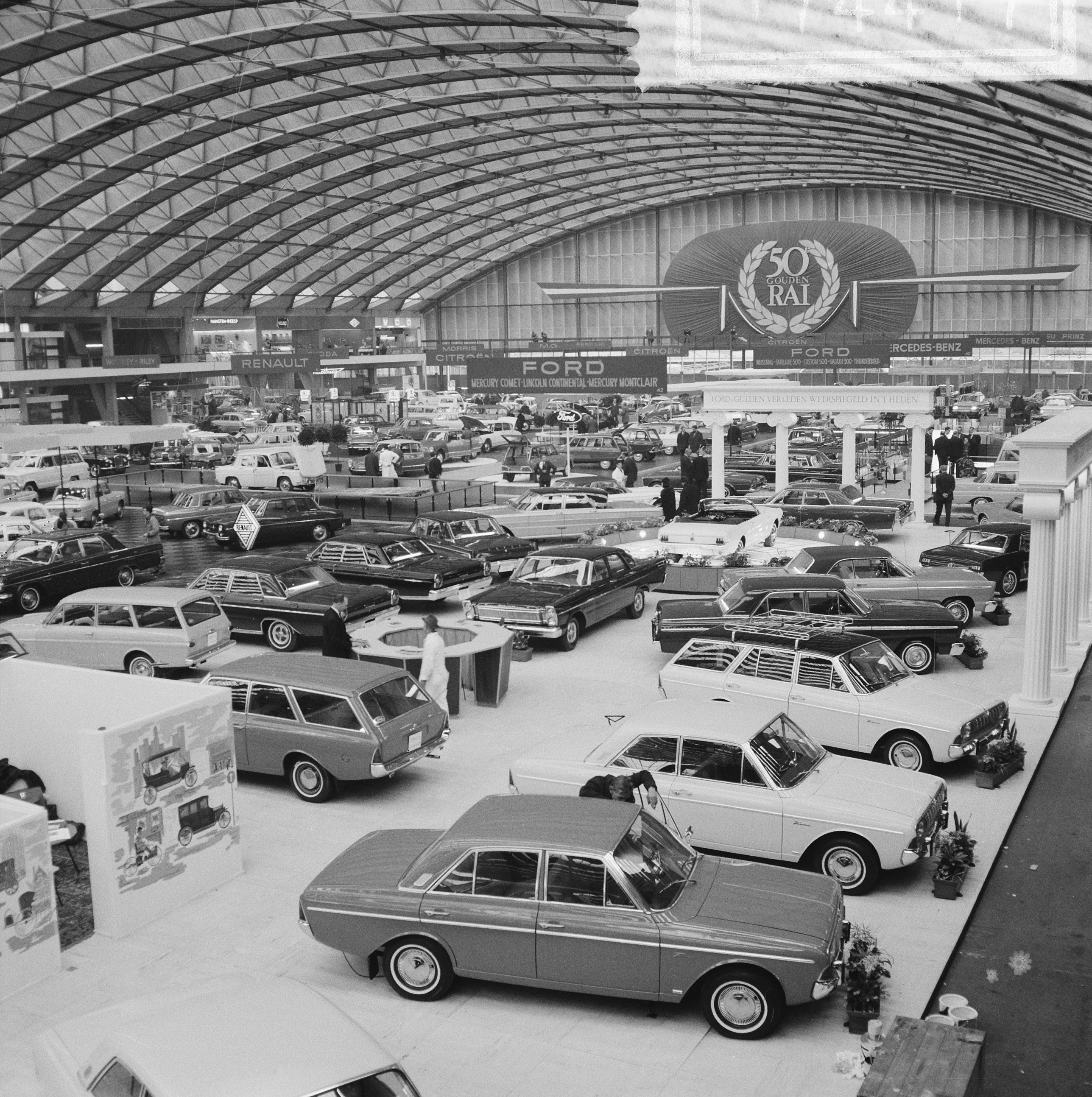
Le stand Ford au salon de l'automobile d'Amsterdam, le 17 février 1965. Les modèles présentés sont fabriqués des deux côtés de l'Atlantique.

Après la Seconde Guerre mondiale, la Ford Motor Company est dans une situation critique : les modèles sont vieux, la société perd plusieurs millions de dollars chaque mois. Henry Ford II entreprend alors de réorganiser et de décentraliser la compagnie, pour lui permettre de faire face à une concurrence féroce. Quarante-quatre usines de fabrication, dix-huit usines d'assemblage, trente-deux centres de distribution de pièces détachées et treize centres de recherche/développement sont construits. La Ford Credit Company (service de financement) est créée en 1959, Motorcraft (pièces détachées) en 1961.
C'est en 1963 que Ford ouvre sa première usine africaine, en montant des moteurs à Port Elizabeth. Avec le site d'assemblage de véhicules à Pretoria ouvert en 1968, l'Afrique du Sud demeure le seul pays d'implantation du constructeur sur le continent.
En janvier 1956, Ford Motor Company ouvre son capital au public. Les actionnaires sont à 700 000 $ aujourd'hui. Entre 1950 et 1970, la société va connaître une nouvelle phase mondiale de développement. La fameuse Ford Mustang sort en 1964 sur le marché américain. Sur le plan européen, de nombreuses infrastructures sont mises en place, avec, après la création de Ford France, celle de Ford Europe en 1967.
En 1978, des plaintes sont déposées pour homicide après que trois personnes soient mortes brulées dans des Ford « Pinto ». Divers indices rassemblés par des journalistes indiquent que les dirigeants de la compagnie avaient, en toute connaissance de cause, choisi de mettre en vente le modèle alors qu'un défaut du réservoir à essence la menaçait d'explosion en cas de collision par l'arrière. Il s'agit de la première affaire de l'histoire judiciaire des États-Unis où une grande entreprise est accusée de meurtre.
Cette même année, des responsables de Ford Motor Company sont présentés devant la justice pour avoir versé un million de dollars à un général indonésien afin d'obtenir un contrat d'une trentaine de millions de dollars.

### Histoire récente
En 1979, Ford entre dans le capital du japonais Mazda, en prenant 24,5 %. En avril 1996, Ford se renforce et porte sa participation à 33,4 % pour 480 millions de dollars. Ford est alors le premier actionnaire de Mazda.

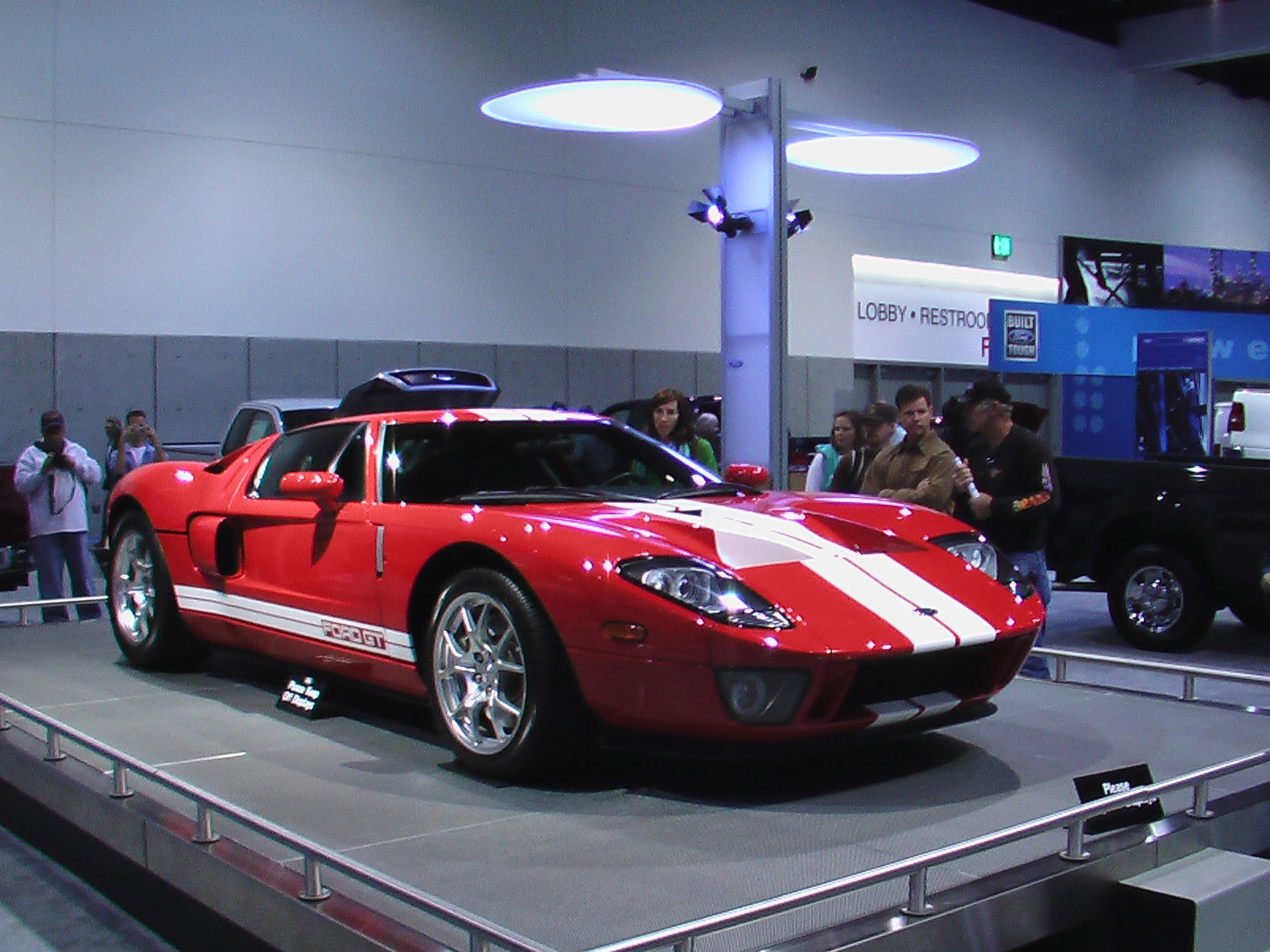
Ford GT 2003-2006.

À la fin des années 1980 et au début des années 1990, Ford rachète les marques de luxe Aston Martin (1987), Jaguar (1990) ainsi que Volvo Cars (branche automobile de Volvo) au groupe Volvo AB pour 6,45 milliards de dollars en 1999.
Le 17 mars 2000, Ford rachète Land Rover au constructeur allemand BMW.
Le 24 mai 2000, Ford finalise le rachat de Land Rover pour un montant de 2,73 milliards de dollars soit environ trois milliards d'euros.
En mars 2007, en difficulté financière, Ford cède Aston Martin à un groupe d'investisseurs britanniques pour une somme avoisinant le milliard d'euros. Aston Martin venait pourtant de réaliser un bénéfice d'environ 150 millions d'euros pour la première fois depuis plusieurs années.
Le 26 mars 2008, Ford cède Jaguar et Land Rover à l'indien Tata Motors.
Puis, en novembre 2008, Ford revend 20,4 % du capital de Mazda pour 53,22 milliards de yens, soit 425 millions d'euros. Ford ne possède plus que 11 % du japonais.
Le 28 mars 2010, le groupe Ford vend la marque automobile suédoise Volvo au constructeur chinois Geely pour 1,8 milliard de dollars. Cette vente a été signée au siège de Volvo Cars en Suède par le directeur financier de Ford et le président de Geely ce même jour.
À la suite de la vente de Volvo Cars, la division Ford Premier Automotive Group disparait.
En juin 2010, Ford décide d'abandonner la marque américaine Mercury. La production doit être définitivement arrêtée fin 2010.
En novembre 2010, Ford ramène sa participation dans Mazda Motor à 3,5 % et n'est plus le premier actionnaire du constructeur automobile japonais.
En 2006, Ford détient un portefeuille de huit marques : Ford, Aston Martin, Land Rover, Lincoln, Mercury, Jaguar, Volvo et Mazda. En 2010, ce portefeuille est ramené à deux marques, la marque historique Ford et la marque de voitures de luxe Lincoln. Les autres marques ont été soit arrêtées, soit cédées.
Le groupe annonce en 2021 un investissement de 11,4 milliards de dollars pour développer des modèles électriques.
En novembre 2024, Ford annonce la suppression de 14% de ses effectifs européens, soit 4000 personnes d'ici à 2027.

## Identité visuelle

Logos de Ford
Logo de 1903 à 1907.
Logo de 1907 à 1909.
Logo de 1909 à 1911.
Logo de 1911 à 1912.
Logo de 1912 à 1917.
Logo de 1917 à 1927.
Logo de 1927 à 1957.
Logo de 1957 à 1961.
Logo de 1961 à 1965.
Logo de 1965 à 2003.
Logo de 2003 à 2017.
Logo depuis 2017.

## Marché mondial

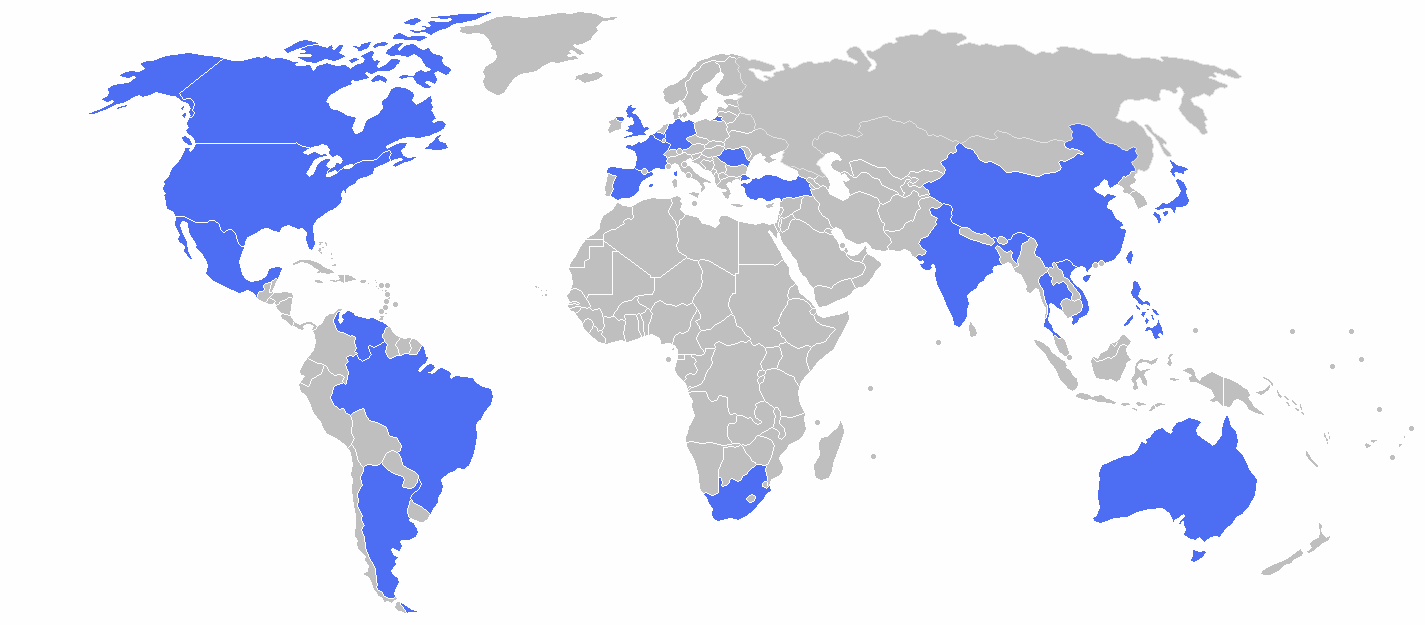
Pays de production de Ford dans le monde en 2010.

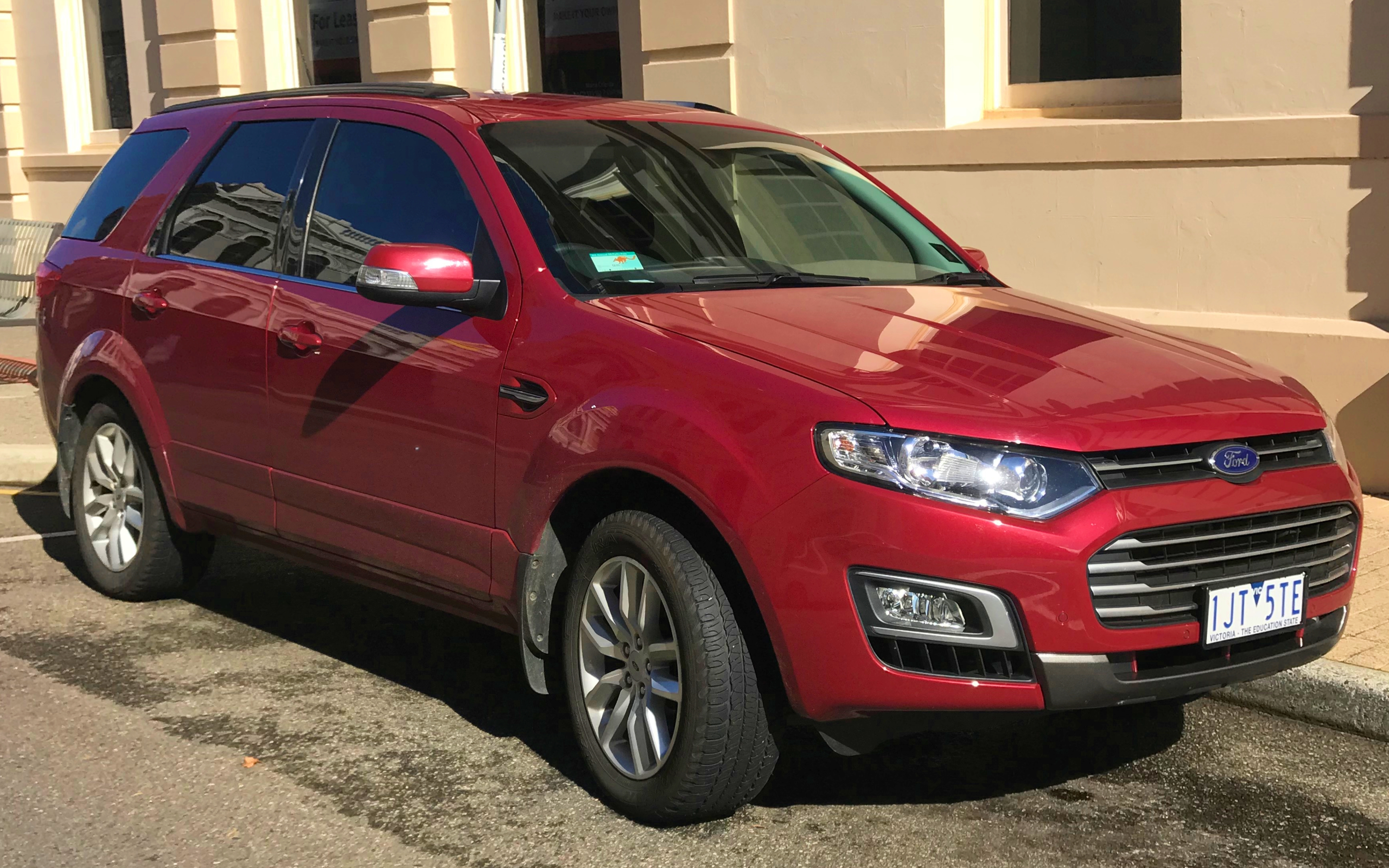
La Ford Territory, SUV conçu par Ford Australie.

Longtemps deuxième constructeur mondial, derrière General Motors, Ford est passé troisième en 2004 après avoir été dépassé par Toyota, puis quatrième derrière le groupe Volkswagen en 2011. Il emploie environ 350 000 personnes dans le monde.
En janvier 2006, face à des pertes considérables et à l'érosion de ses parts de marché sur le marché américain (de 25 % en 1998 à 18,6 % en 2006), la société annonce un vaste plan de restructuration et la suppression de 30 000 emplois dans la division nord-américaine.
Pendant la crise économique de 2008, Ford, qui affiche des pertes, revend plusieurs marques afin de dégager des liquidités.
En 2010, la marque affiche un résultat net de 6,56 milliards de dollars, contre 2,72 milliards en 2009 et après avoir cumulé 30 milliards de dollars de pertes entre 2006 et 2008. Le chiffre d'affaires s'établit en 2010 à 120,9 milliards de dollars (environ 90 milliards d'euros), et les volumes de ventes atteignent 5,31 millions de véhicules. Ford est bénéficiaire partout : en Amérique du Nord, en Amérique du Sud, en Europe et en Asie-Pacifique-Afrique.
En octobre 2012, Ford restructure sa division européenne en annonçant la fermeture en 2014 de l'usine de Genk en Belgique, où 4 300 salariés travaillaient encore ; en plus de l'annonce de la fermeture de l'usine de Southampton en Grande-Bretagne, où travaillaient 1 400 personnes.
En 2013, Ford a vu ses ventes progresser de 49 % en Chine avec 935 813 véhicules écoulés.
En mai 2017, annonce de la suppression de 1 400 emplois dans des postes administratifs.
En août 2018, Ford célèbre le 10 millionième exemplaire produit de la Mustang.
Le 9 septembre 2021, le constructeur annonce se retirer d'Inde et y fermer ses usines, implantées depuis la fin des années 1990, d'ici à la fin 2022.

## En Europe
La branche européenne Ford Europe est l'un des six grands constructeurs automobiles européens. Elle collabore avec Peugeot-Citroën, avec qui elle produit en commun ses moteurs Diesel. Basée en Allemagne, Ford Europe possède des usines dans les pays suivants :
- Allemagne : (ex Ford-Werke GmbH)

Cologne (Siège social) : Ford Fiesta ;
Sarrelouis : Ford Focus. (Ford C-Max et Grand C-Max jusqu'en 2018 et Kuga jusqu'en 2014). Le site de Sarrelouis est menacé par la disparition de la Focus prévu pour 2025 et la non attribution de nouveaux modèles.
- Espagne :

Valence-Almussafes : Ford Kuga, Ford S-Max et Ford Bronco
Jusqu'en 2022, le site produisait aussi les Ford Galaxy et Ford Mondeo IV qui n'ont pas été renouvelés. Il est prévu d'y lancer 2 modèles électriques d'ici 2025.
- Royaume-Uni : (ex Ford Britain)

Bridgend : Moteurs Essence EcoBoost ;
Dagenham : Moteurs Diesel EcoBlue ;
Halewood : Transmissions ;
- Turquie : Ford Otosan

Kocaeli : Ford Transit
- Roumanie :

Craiova : Ford Puma
Le 10 janvier 2019, Ford annonce la suppression d'un certain nombre d'emplois et la fermeture de plusieurs sites en Europe en raison d'une perte de parts de marché importante sur les vingt dernières années (chute de plus de 11 %).
- Sites fermés :

 Pologne, Plonsk (fermé en 2000).
 Angleterre, Southampton (fermé en 2013).
 Belgique, Genk (site fermé fin 2014, production transférée en Espagne) : Ford Mondeo 1-2-3, Ford S-Max, Ford Galaxy.
 France, la filiale Ford SAF a été vendue à Simca en décembre 1954. L'usine de Bordeaux-Blanquefort créée en 1973 pour la fabrication de boîtes de vitesses robotisées six rapports à double embrayage a été fermée en octobre 2019.
En février 2023, Ford annonce la suppression de 3.800 postes, principalement en Allemagne et au Royaume-Uni.

## Production
- 1925 : sortie du dix millionième véhicule ;
- 1931 : sortie du vingt millionième véhicule ;
- 1937 : sortie du vingt-cinq millionième véhicule ;
- 1959 : sortie du cinquante millionième véhicule ;
- 1977 : sortie du cent millionième véhicule ;
- 1979 : sortie du cent cinquante millionième véhicule, c'est une Ford Mustang ;
- 2003 : sortie du trois cent millionième véhicule, c'est une Ford Mustang ;
- 2012 : sortie du trois cent cinquante millionième véhicule, c'est une Ford Focus.

## Modèles d'automobiles Ford
Listes non-exhaustives

### Modèles européens

#### Anciens
- 500
- Anglia (1938-1967)
- B-Max (2012-2017)
- C-Max (2003-2019)
- Capri (1969-1986)
- Consul (1951-1962 et 1972-1975)
- Cortina (1962-1982)
- Cougar (1999-2002)
- Courrier (1991-2002)
- CX (1935-1937)
- E83W (1938-1957)
- Escort (1955-2002)
- Explorer (1998-2002)
- Fusion (2002-2012)
- Granada (1972-1994)
- GT II (2017-2020)
- Ka / Figo (1996-2019)
- Mondeo I (1993-2000)
- Mondeo II (2000-2007)
- Mondeo III (2007-2014)
- Orion (1983-1993)
- Pilot (1947-1951)
- Prefect (1938-1961)
- Probe (1994-1998)
- Puma I (1997-2002)
- Scorpio (1980-1998)
- Sierra (1982-1993)
- SportKa (2003-2005)
- StreetKa (2003-2005)
- Taunus (1939-1994)
- Thames 400E (1957-1965)
- Zephyr (1950-1972)
- Zodiac (1953-1972)

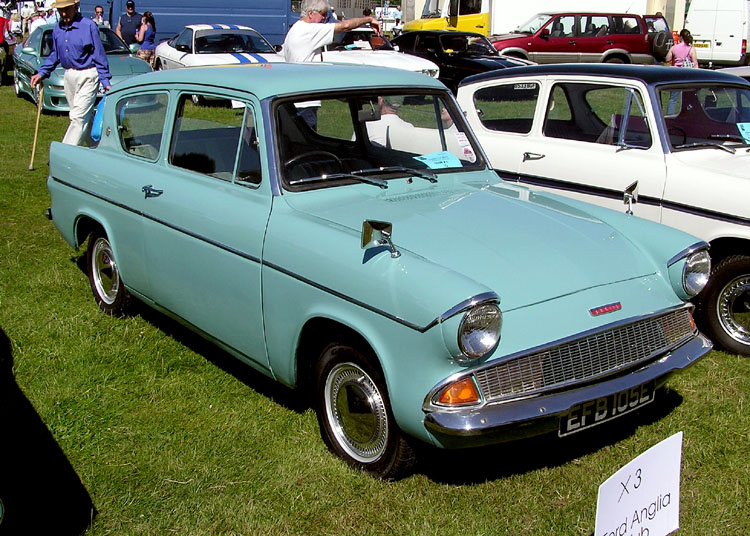
Ford Anglia (1967).
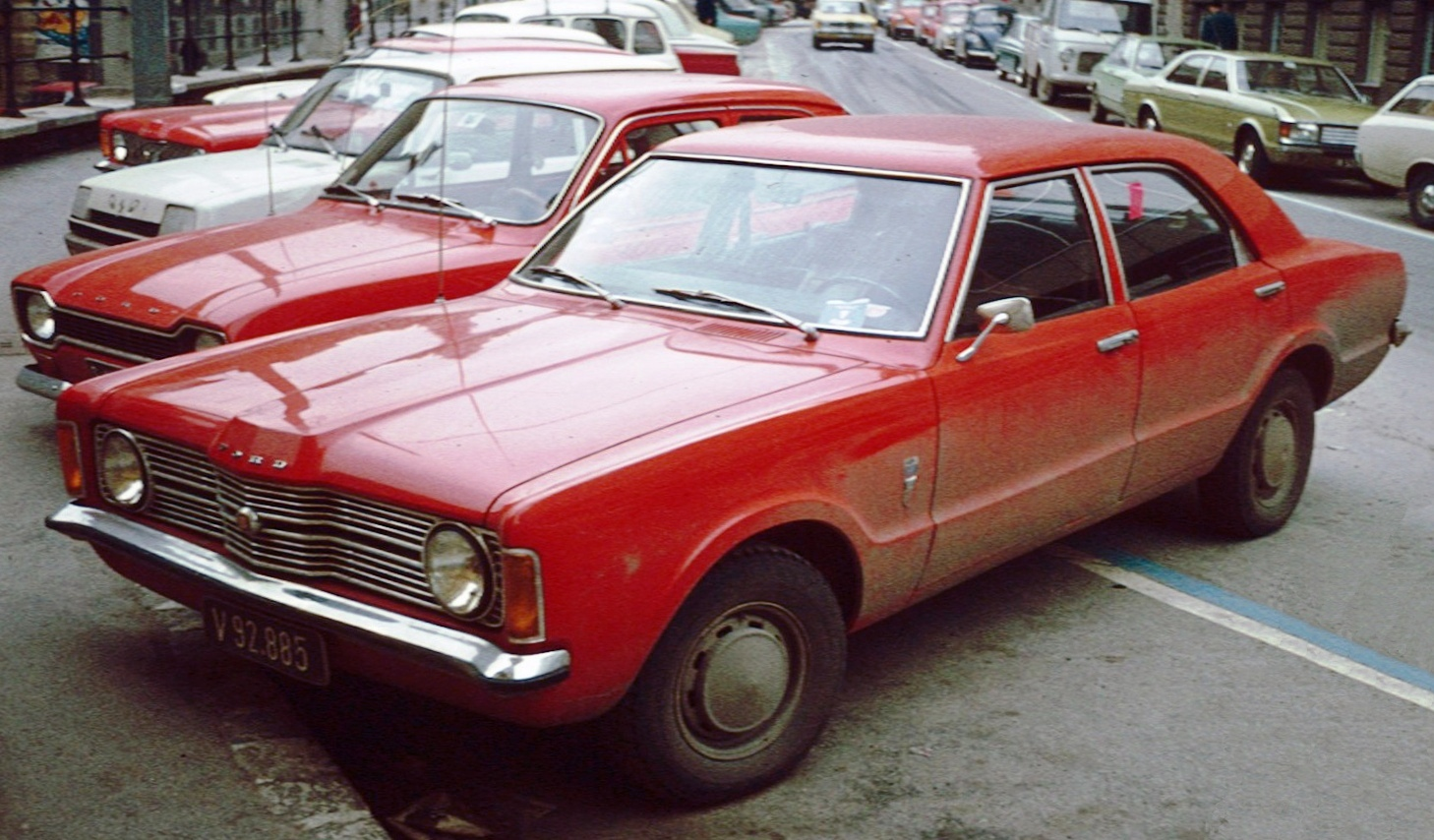
Ford Taunus (1974).
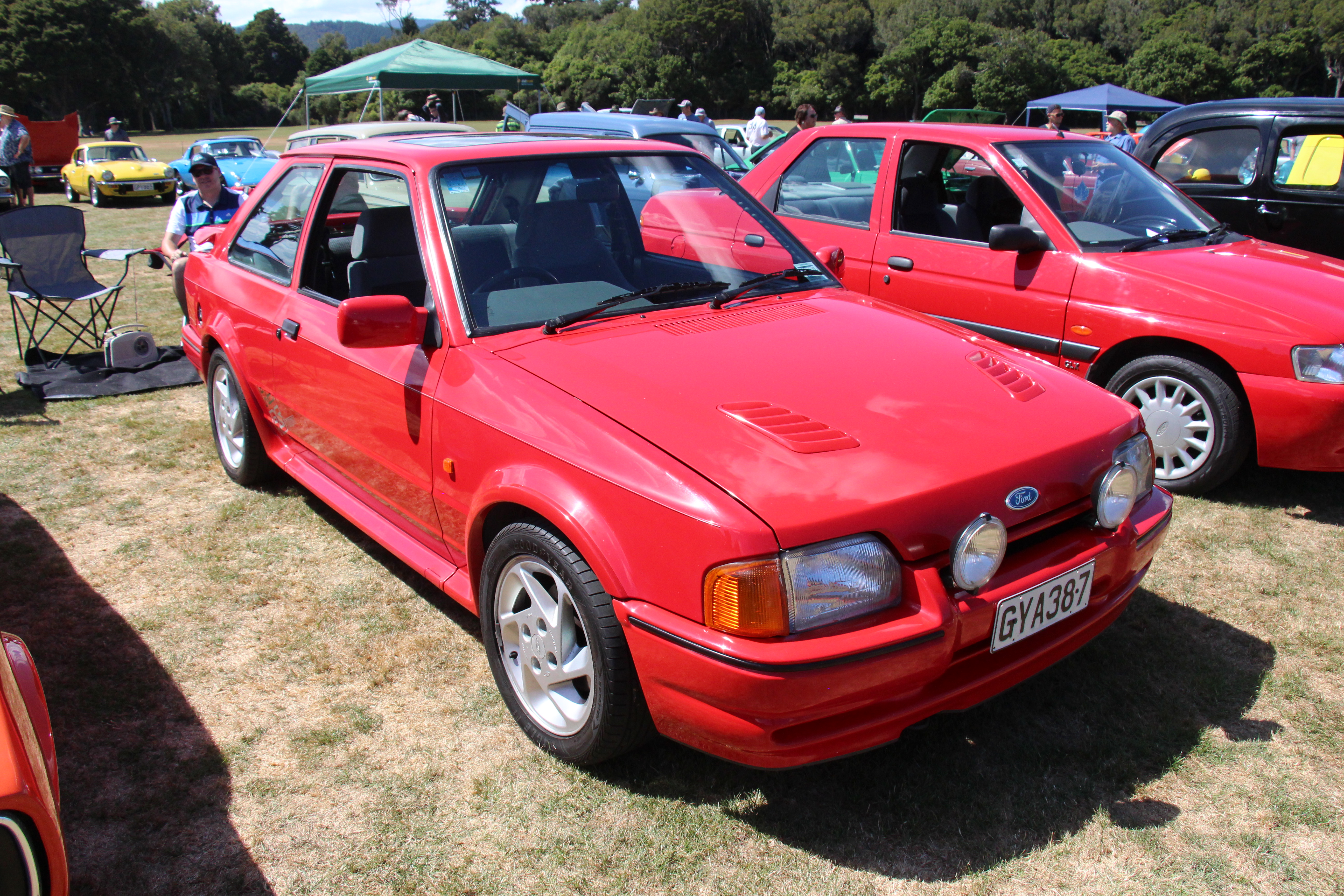
Ford Escort IV RS Turbo (1989).
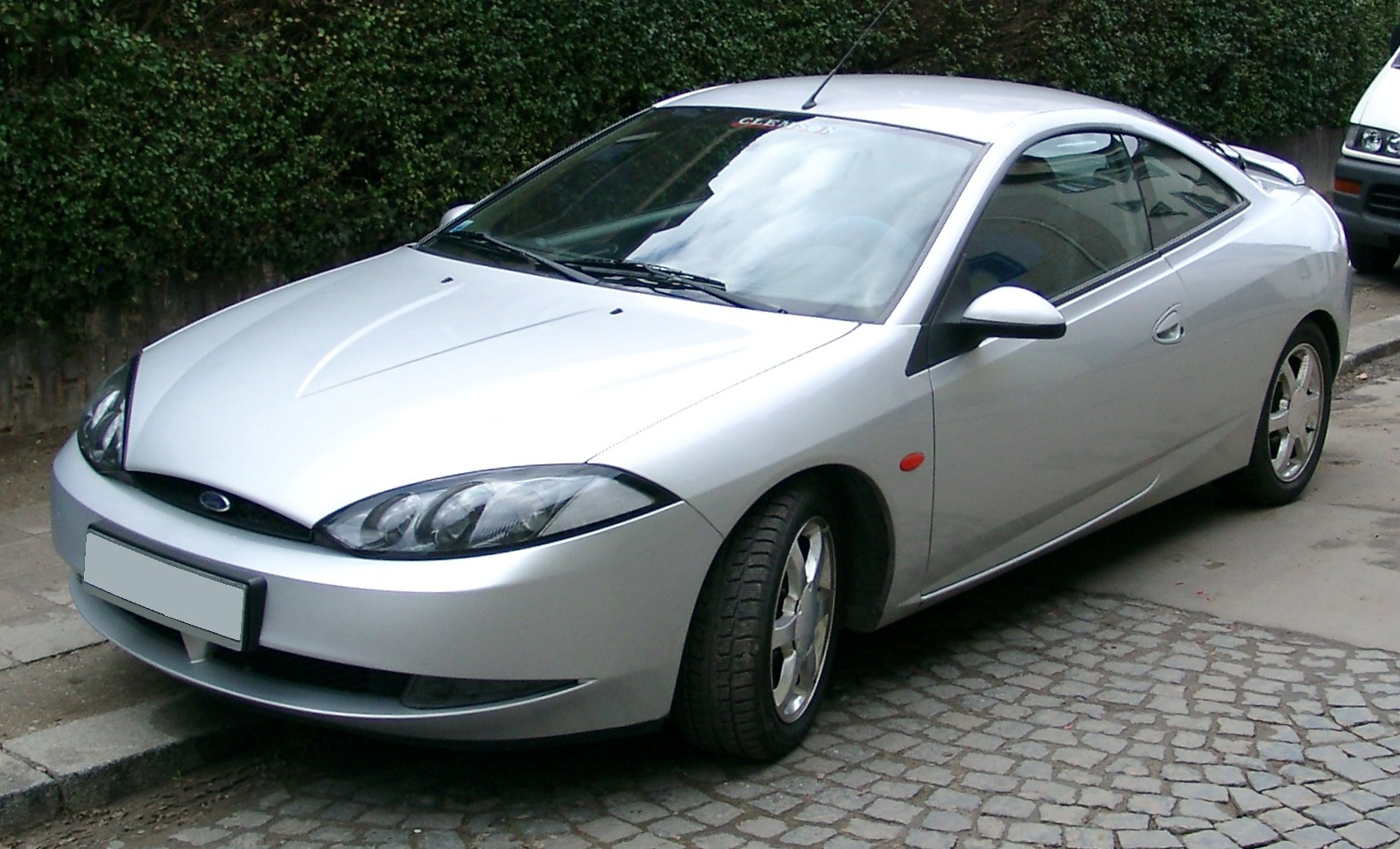
Ford Cougar (1999).
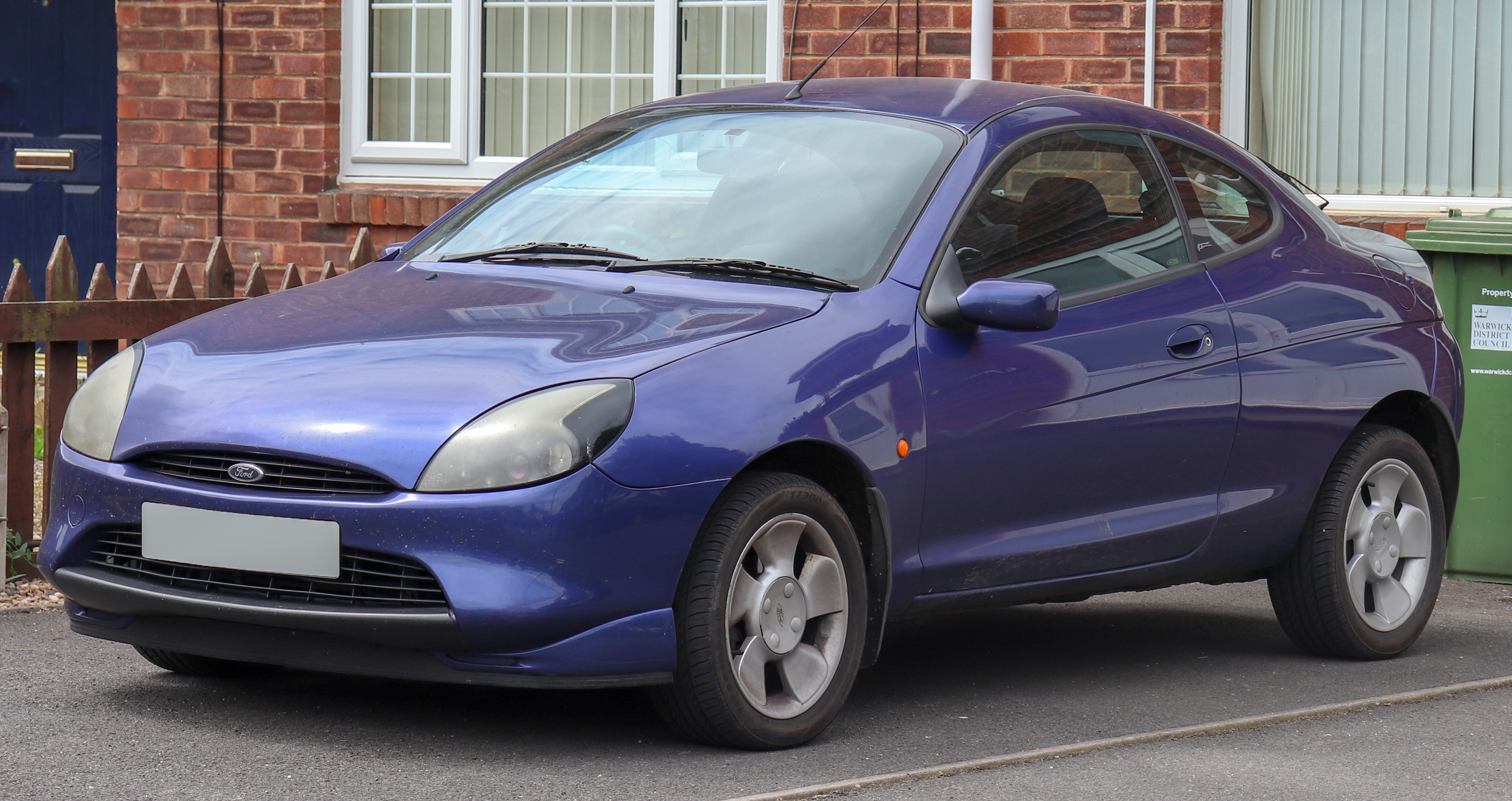
Ford Puma (1999).
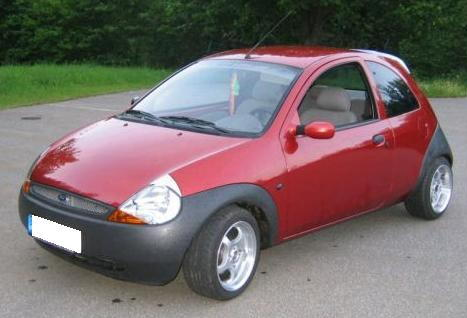
Ford Ka (2005).
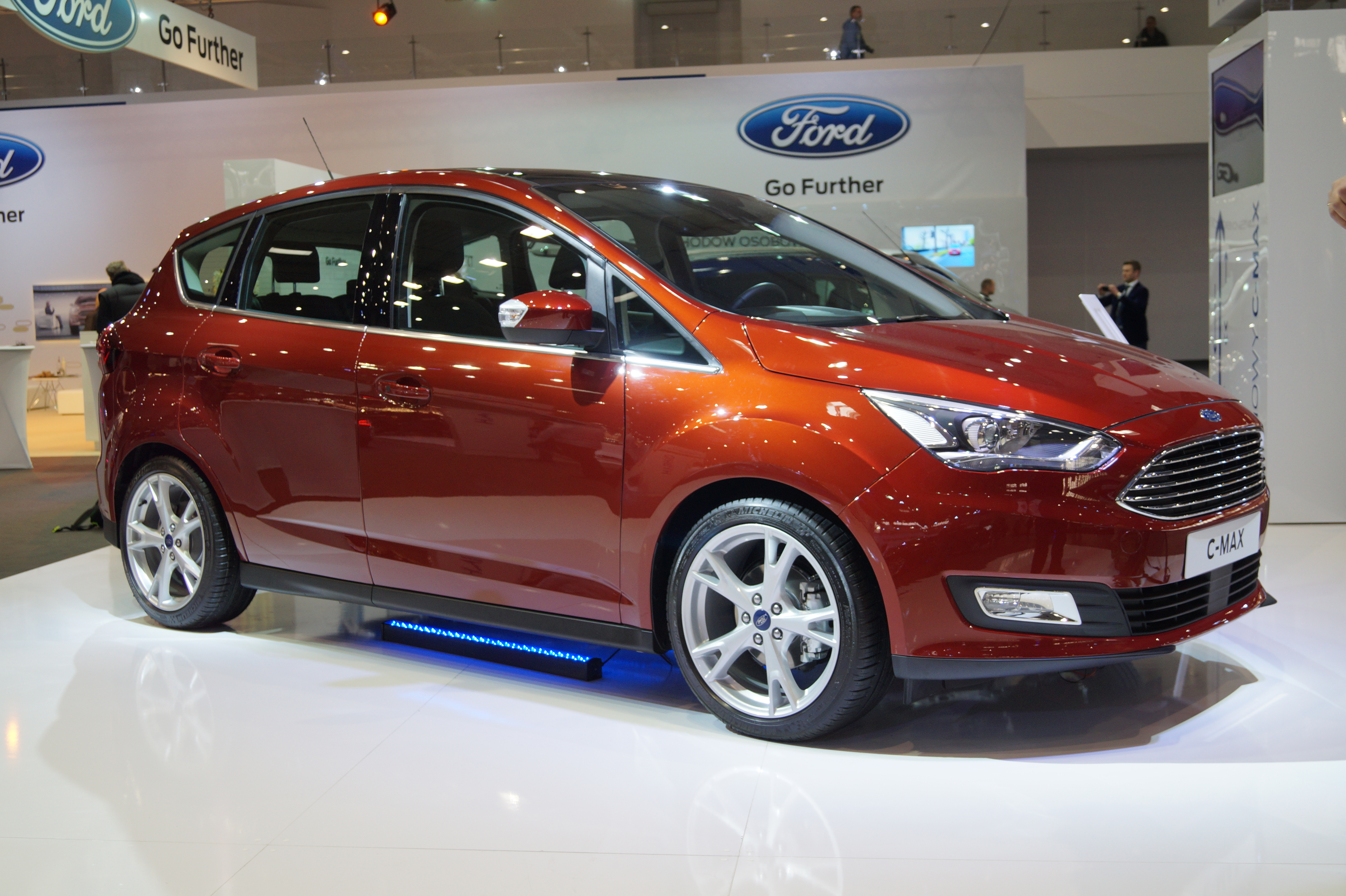
Ford C-Max II (2015)
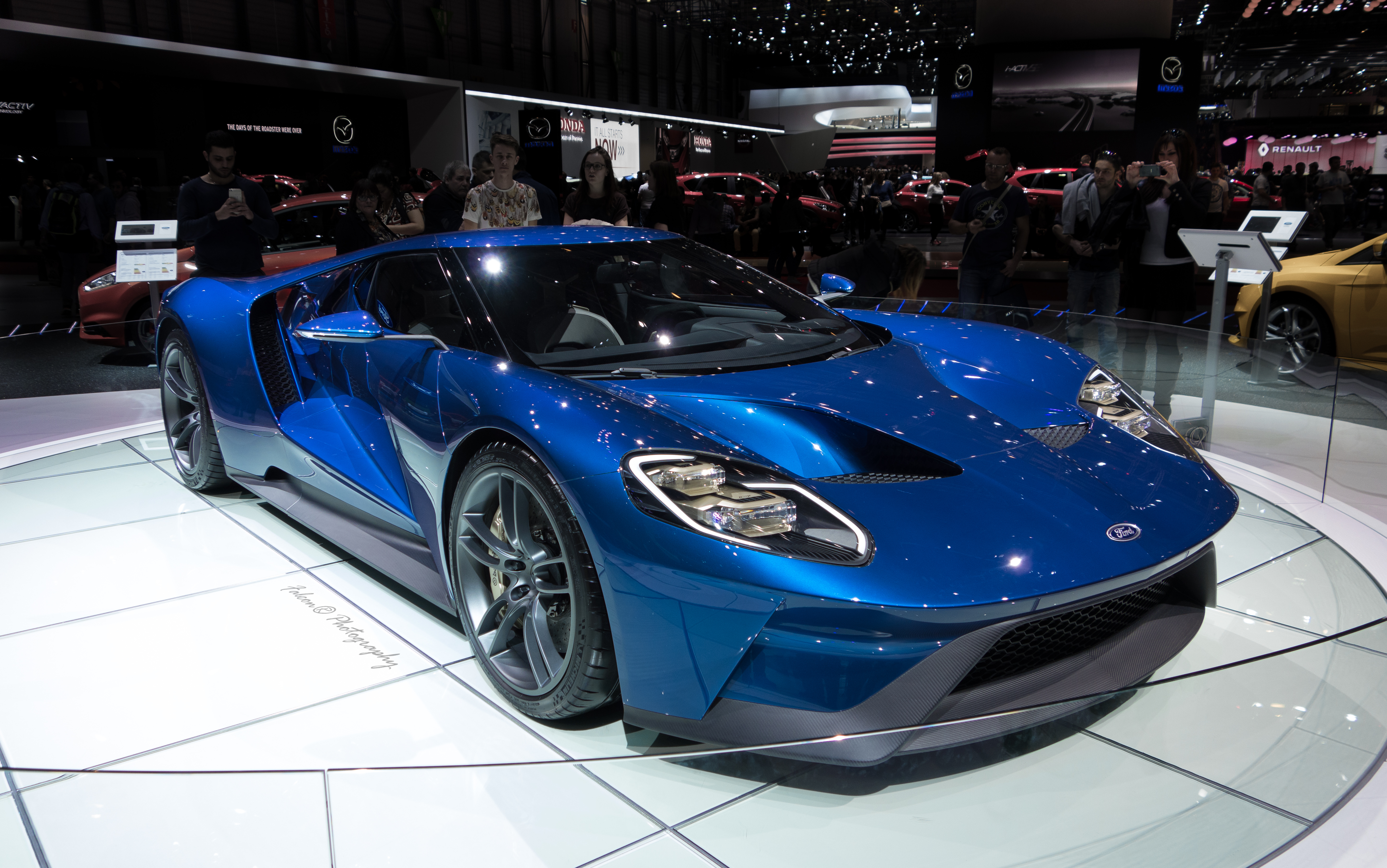
Ford GT II 3.5 (2016)

#### Actuels
- Fiesta VII (depuis 2017) : petit modèle à trois ou cinq portes.
- Focus IV (depuis 2018) : berline compacte quatre et cinq-portes, et break (SW).
- Mondeo IV (depuis 2014) : berline quatre et cinq portes.
- S-Max II (depuis 2015) : grand monospace à cinq et sept places.
- Galaxy III (depuis 2015) : grand monospace à sept places, techniquement très proche du S-Max.
- Ecosport II (depuis 2015) : petit SUV.
- Kuga III (depuis 2019) : SUV compact. Existe en 4x4 et 4x2.
- Puma II (depuis 2019) : Crossover compact.
- Edge II (depuis 2015) : grand SUV Premium.
- Ranger III (depuis 2012) : pick-up en deux ou quatre portes.
- Explorer VI (depuis 2019), SUV familial.
- Mustang VI (depuis 2016) : grand coupé Premium et sportif.

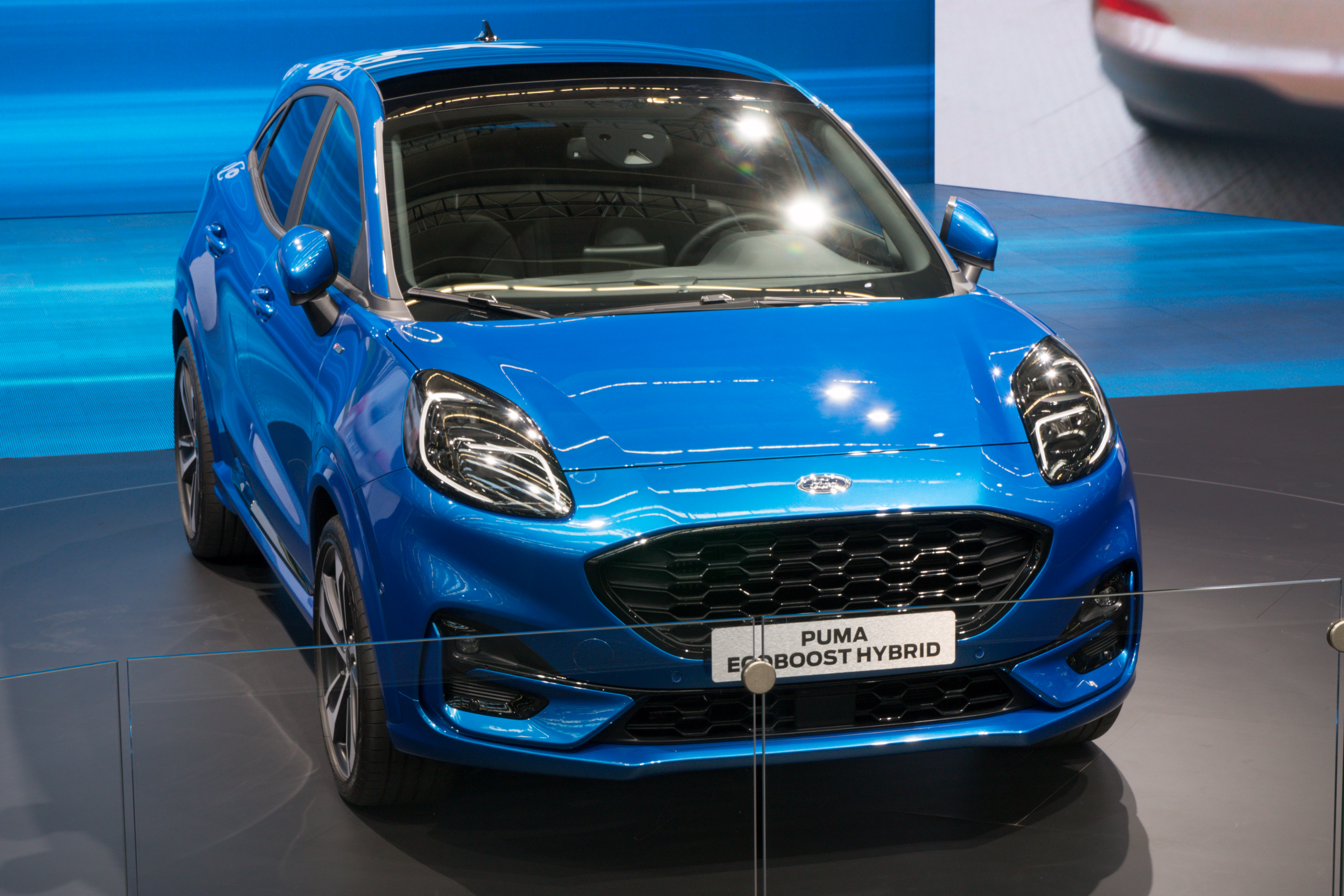
Ford Puma II EcoBoost Hybride (2019)
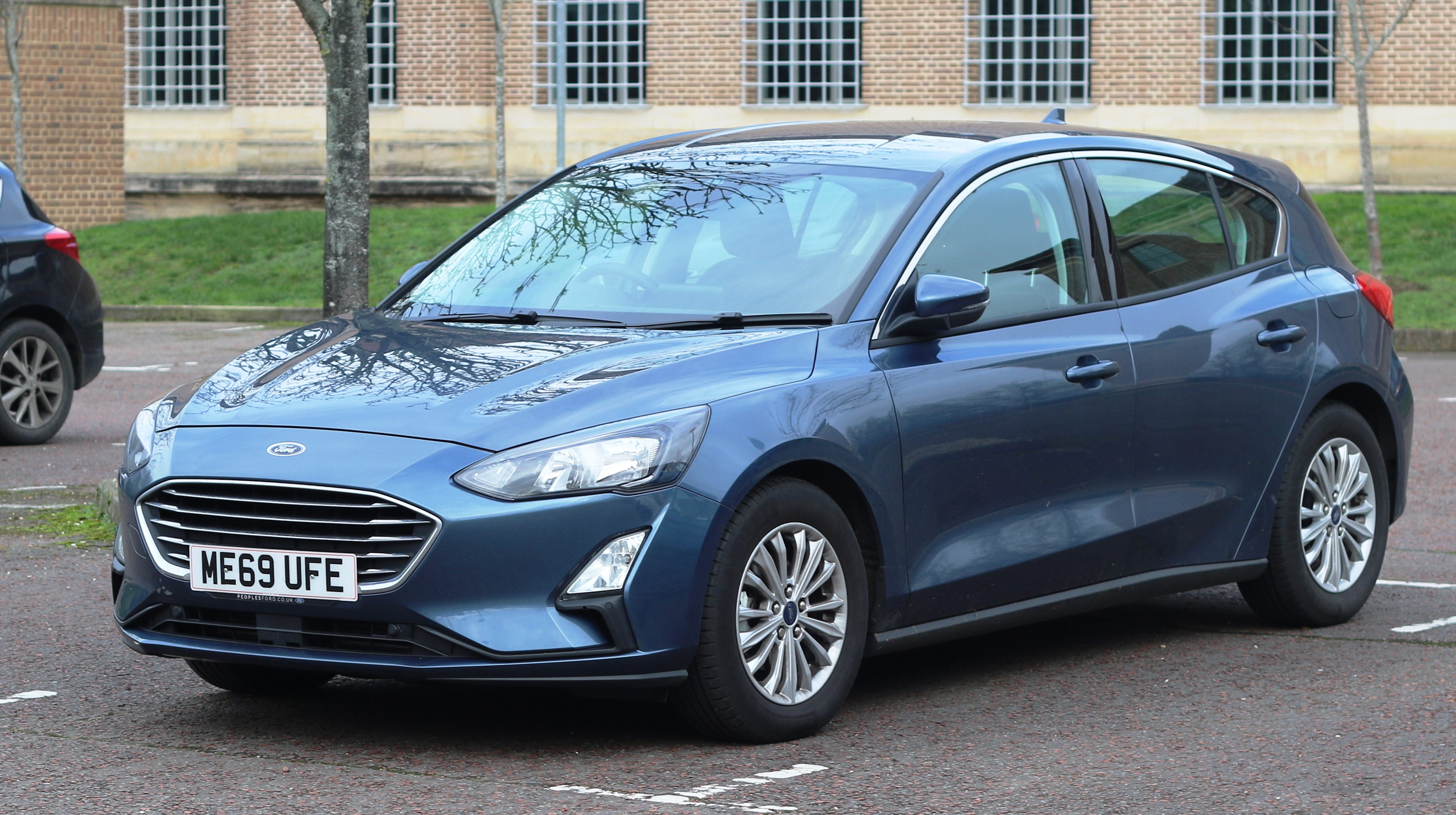
Ford Focus IV (2019)
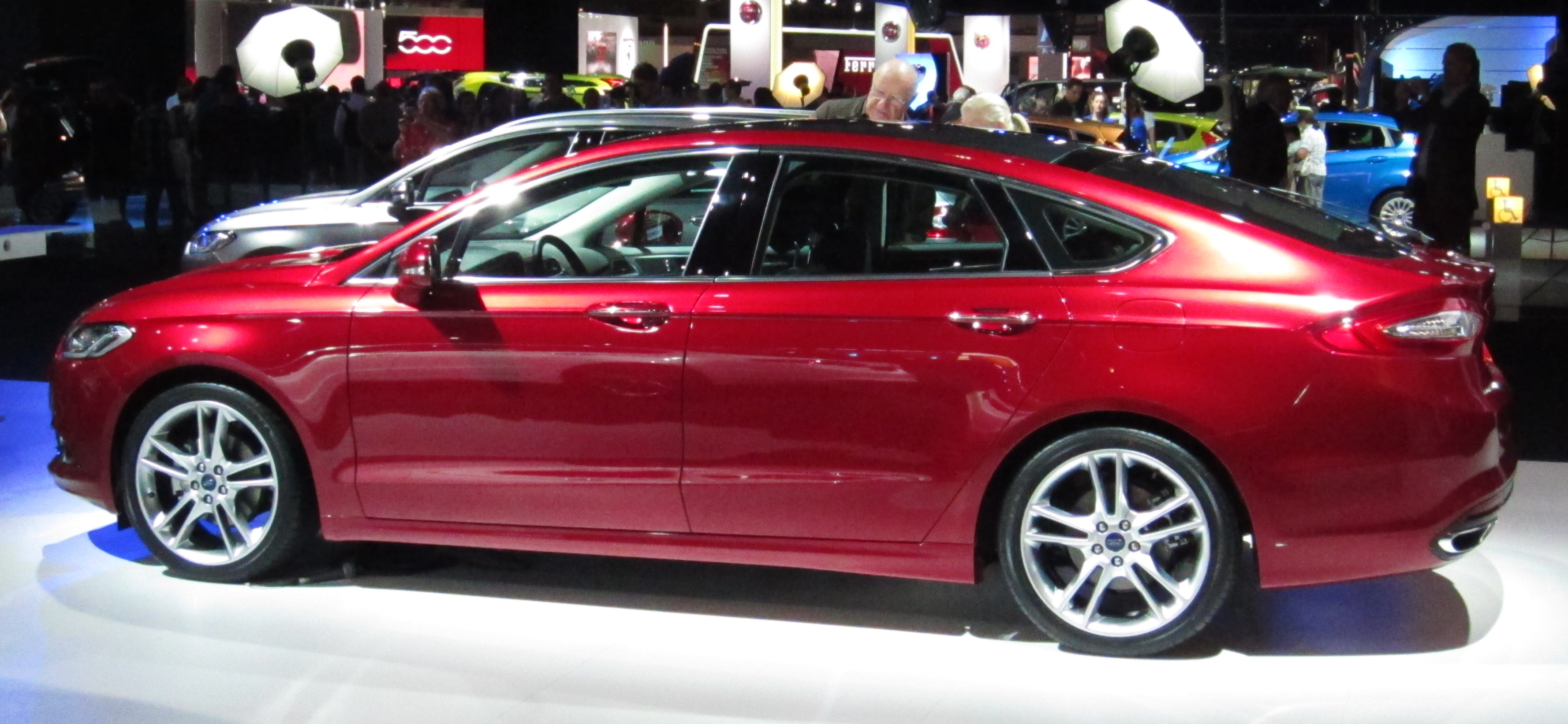
Ford Mondeo IV (2014)
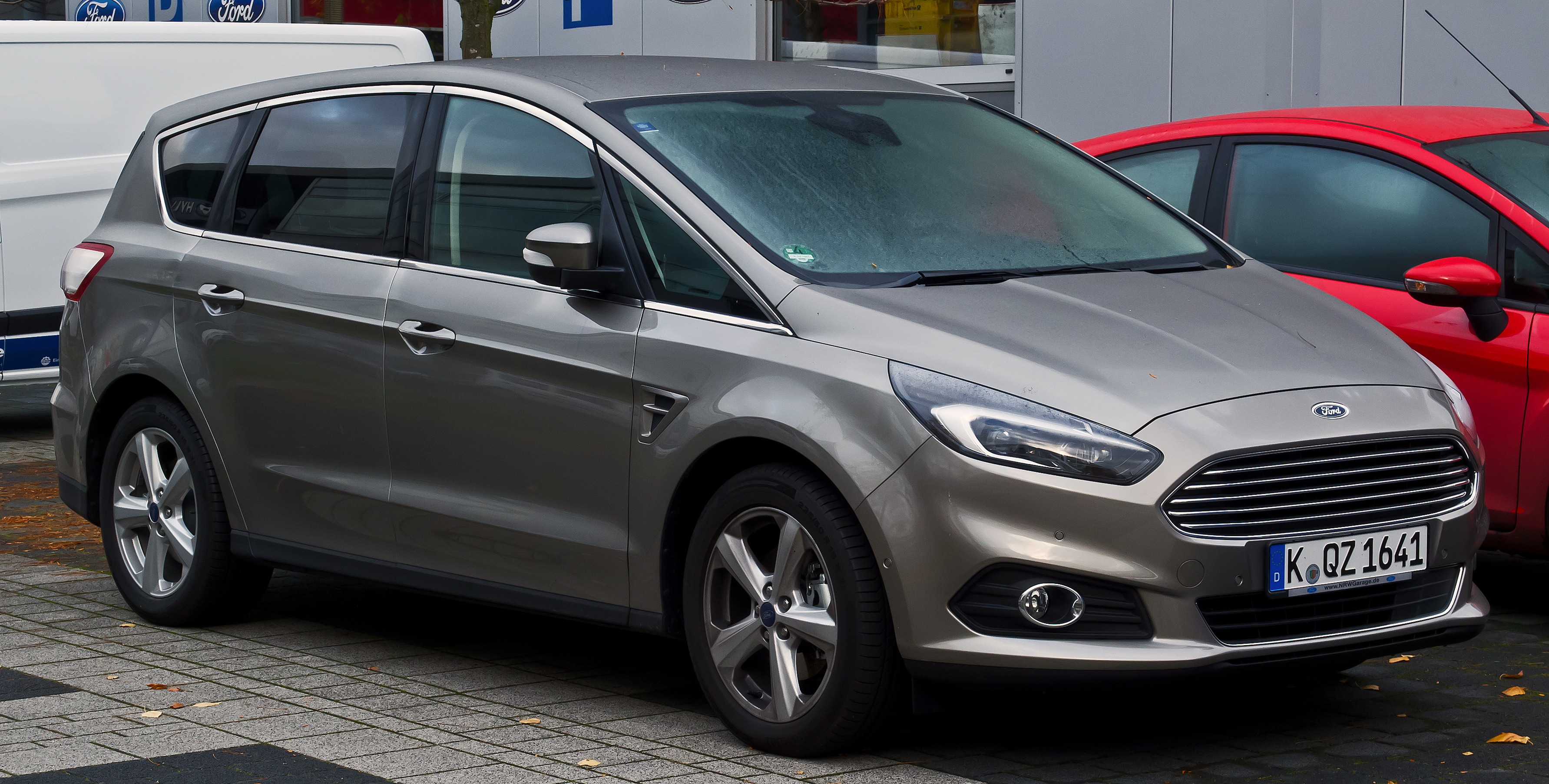
Ford S-Max II Titanium (2015)
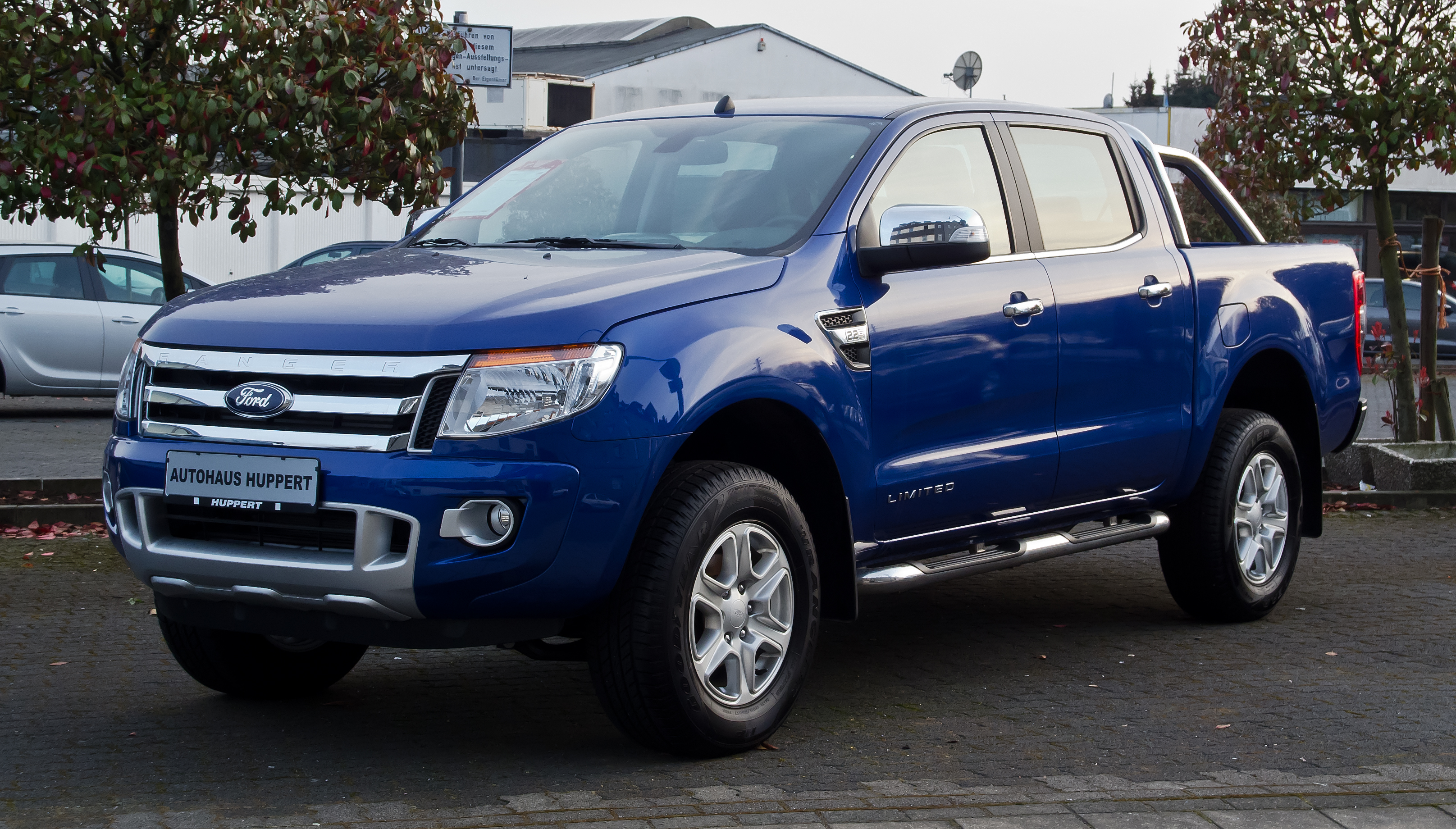
Ford Ranger III 2.2 TDCi (2012)
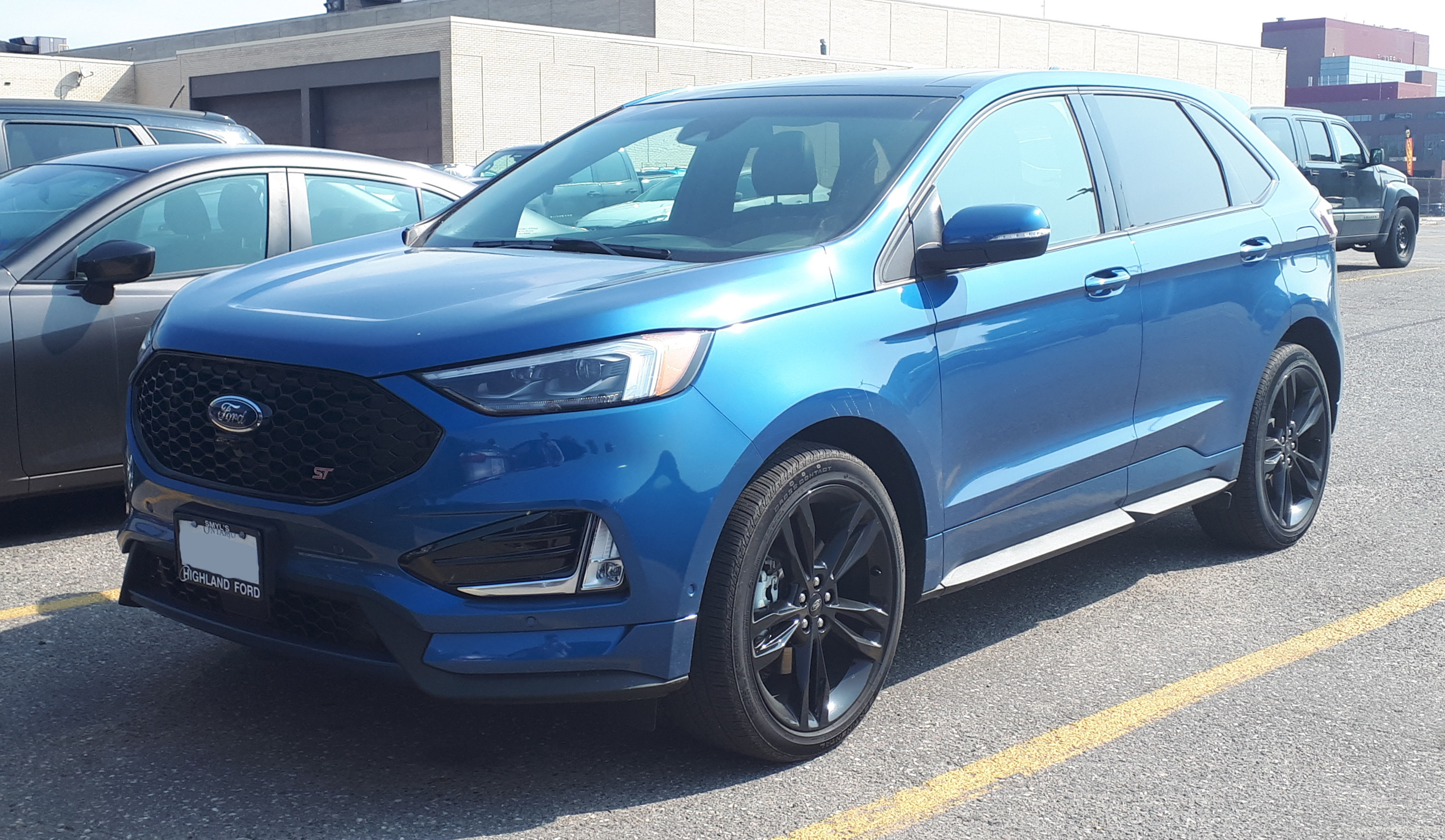
Ford Edge II ST (2019)

#### 2030: Les futurs modèles tous électriques
En 2021, Ford annonce vouloir opérer une transition vers le tout électrique d'ici à 2030. Le groupe annonce à cet effet un investissement d'un milliard de dollars pour son site de Cologne en Allemagne afin d'"accélérer la production de ses véhicules électriques et développer et électrifier de manière substantielle sa gamme de véhicules utilitaires".

#### Conduite automatisée
En 2020, Ford est également partie prenant du programme de véhicule automatisés d'Argo AI.

### Modèles nord-américains (États-Unis, Mexique, Canada)
Anciens
- Model A
- Bronco
- Country Squire
- Crestline
- Crown Victoria
- Custom
- Customline
- Del Rio (1957-1958)
- DeLuxe
- Elite
- Escort
- Excursion
- Expedition
- Explorer
- F-100
- Fairlane
- Fairmont
- Fairmont Futura
- Falcon
- Five hundred
- Focus
- Freestar (successeur de la Windstar entre 2004 et 2007)
- Freestyle
- Fusion
- Galaxie
- Granada (Modèle nord-américain, 1977-1980, produit sur la même base que la Lincoln Versailles)
- Gran Torino
- GT
- Maverick
- Mustang (coupé et cabriolet très populaire dont la première génération remonte à 1964)
- Mustang II (Deuxième génération, 1974-1978)
- LTD
- Parklane (1956)
- Pinto
- Probe
- Ranchero
- Ranch Wagon (1952-1974)
- Ranger
- Sunliner
- T (avec 15 millions d'exemplaires, elle fut longtemps la voiture la plus produite de l'histoire)
- Taurus
- Torino
- Tourneo (un minibus)
- Thunderbird
- Windstar (monospace)
- Zephyr
- ZX2

Actuels
- Ford Fiesta, une sous-compacte introduite pour l'année-modèle 2012. C'est un modèle largement inspiré de la Fiesta en vente en Europe, seuls quelques détails ont été modifiés afin de correspondre aux standards nord-américains.
- Fusion, sortie en 2013, identique à la Ford Mondeo.
- Edge, introduit en 2007, ce véhicule de loisirs aux airs de familiale est le second véhicule à porter le look « New Edge ». Ce fut le premier à intégrer le système Sync/MyFord Touch.
- Mustang, en coupé et cabriolet, renouvelé pour la dernière fois en 2014.
- F-Series, un pick-up extrêmement populaire aux États-Unis : il y est en tête des ventes, toutes catégories confondues depuis plus de vingt ans[réf. nécessaire].
- Flex, un monospace de cinq ou sept places, avec ou sans transmission intégrale, lancé en 2008.
- Escape, 4x4 né, à l'origine, de l'union entre Ford et Mazda. Pour l'année-modèle 2013, il est identique au Ford Kuga. Existe en version hybride.
- Explorer, 4x4 très populaire jusqu'à la flambée du prix du pétrole. Lancé au début des années 1990.
- Expedition, version longue de l'Explorer, peut avoir jusqu'à huit places. Il dispose d'une version encore plus longue baptisée « EL ».
- Ranger, un pick-up très populaire dans les années 1990. Il disparaît en 2012 puis réapparait en 2019.
- E-Series, un très gros van. Existe en plusieurs longueurs et en versions utilitaires ou familiales.
- Transit, Van identique au Ford Transit 2T européen. Principal concurrent du RAM ProMaster (autre van « à l'européenne » sur le marché américain).
- Transit Connect, mini-van introduit en 2010 comme premier modèle européen de Ford introduit aux États-Unis.

### Concept cars
- Ford Explorer Sport Trac Concept
- Ford Evos (2011)
- Ford Evos (2021)
- Ford Fairlane Concept
- Ford Focus MA
- Ford Forty-Nine
- Ford GT90
- Ford Indigo
- Ford Iosis
- Ford Mad Max Interceptor Concept
- Ford Modèle U
- Ford Reflex
- Ford SAV
- Ford Shelby GR-1
- Ford Super Chief
- Ford SYNus
- Ford TH!NK
- Ford Sabre 175
- Ford Verve

### Les designs
- 1985-1995 : Bio-design ;
- 1995-2005 : New Edge (en) ;
- Depuis 2005 : Ford Kinetic Design (en).

## Co-entreprises
En 1995, Ford s'allie avec JiangLing pour construire les utilitaires Ford Transit puis avec ChangAn pour les berlines.

## Direction de l'entreprise

### Directeurs généraux
- 1903 : John S. Gray
- 1906 : Henry Ford
- 1945 : Henry Ford II
- 1979 : Philip Caldwell
- 1985 : Donald Petersen
- 1990 : Harold Arthur Poling
- 1993 : Alexander Trotman
- 1999 : Jacques Nasser
- 2001 : William Clay Ford, Jr (reste président du conseil d'administration)
- 2006-2014 : Alan Mulally
- 2014-2017 : Mark Fields[44]
- 2017-2020 : Jim Hackett[45]
- depuis 2020 : Jim Farley

| Portrait                                                              | Identité                                | Période          | Période        | Durée                     |
| Portrait                                                              | Identité                                | Début            | Fin            | Durée                     |
| --------------------------------------------------------------------- | --------------------------------------- | ---------------- | -------------- | ------------------------- |
| John S. Gray                                                          | John S. Gray (1841 - 1906)              | 1903             | 1906           | 3 ans                     |
| Photographie d'Henry Ford réalisé par Fred Hartsook en 1919.          | Henry Ford (1863 - 1947)                | 1906             | 1945           | 39 ans                    |
| Henry Ford II                                                         | Henry Ford II (1917 - 1987)             | septembre 1945   | septembre 1979 | 34 ans                    |
| Philip Caldwell                                                       | Philip Caldwell (en) (1920 - 2013)      | octobre 1979     | janvier 1985   | 5 ans et 3 mois           |
| Donald Petersen                                                       | Donald Petersen (en) (1926 - 2024)      | février 1985     | février 1990   | 5 ans                     |
| Harold Arthur Poling                                                  | Harold Arthur Poling (en) (1925 - 2012) | mars 1990        | novembre 1993  | 3 ans et 8 mois           |
| Pas de portrait sous licence libre disponible pour Alexander Trotman. | Alexander Trotman (en) (1933 - 2005)    | novembre 1993    | décembre 1998  | 5 ans et 1 mois           |
| Pas de portrait sous licence libre disponible pour Jacques Nasser.    | Jacques Nasser (en) (né en 1947)        | janvier 1999     | octobre 2001   | 2 ans et 9 mois           |
| William Clay Ford, Jr, 2 mars 2011.                                   | William Clay Ford, Jr (né en 1957)      | octobre 2001     | septembre 2006 | 4 ans et 11 mois          |
| Alan Mulally, 8 avril 2010.                                           | Alan Mulally (en) (né en 1945)          | septembre 2006   | juin 2014      | 7 ans et 9 mois           |
| Mark Fields                                                           | Mark Fields (en) (né en 1961)           | juillet 2014     | 21 mai 2017    | 2 ans et 10 mois          |
| James Hackett, 30 décembre 2014.                                      | James Hackett (en) (né en 1955)         | mai 2017         | septembre 2020 | 3 ans et 4 mois           |
| Pas de portrait sous licence libre disponible pour Jim Farley.        | Jim Farley (en) (né en 1962)            | 1er octobre 2020 | En cours       | 4 ans, 10 mois et 5 jours |

### Présidents
- 1903 : John S. Gray
- 1906 : Henry Ford
- 1919 : Edsel Ford
- 1943 : Henry Ford
- 1945 : Henry Ford II
- 1960 : Robert McNamara
- 1961 : John Dykstra
- 1963 : Arjay Miller
- 1968 : Semon Knudsen
- 1969 : Robert Stevenson
- 1970 : Lee Iacocca
- 1978 : Philip Caldwell
- 1980 : Donald Peterson
- 1985 : Harold Arthur Poling

### Conseil d'administration
| Portrait                                                                   | Identité                            | Période           | Période | Durée  |
| Portrait                                                                   | Identité                            | Début             | Fin     | Durée  |
| -------------------------------------------------------------------------- | ----------------------------------- | ----------------- | ------- | ------ |
| William Clay Ford, Jr, 2 mars 2011.                                        | William Clay Ford, Jr (né en 1957)  | 1988              |         |        |
| Pas de portrait sous licence libre disponible pour John L. Thornton.       | John L. Thornton (en) (né en 1954)  | 1996              |         |        |
| Pas de portrait sous licence libre disponible pour Kimberly Casiano.       | Kimberly Casiano (en) (née en 1957) | 2003              |         |        |
| Pas de portrait sous licence libre disponible pour Anthony Earley.         | Anthony Earley (d), (né en 1949)    | 2009              | 2022    | 13 ans |
| Pas de portrait sous licence libre disponible pour Bill Helman.            | Bill Helman (d)                     | 2011              |         |        |
| William Kennard                                                            | William Kennard (en) (né en 1957)   | 2015              |         |        |
| Pas de portrait sous licence libre disponible pour John Weinberg.          | John Weinberg (d)                   | 1er octobre 2016  |         |        |
| Pas de portrait sous licence libre disponible pour Lynn Vojvodich.         | Lynn Vojvodich (d)                  | 1er avril 2017    |         |        |
| Pas de portrait sous licence libre disponible pour John B. Veihmeyer.      | John B. Veihmeyer (en) (né en 1955) | 1er décembre 2017 |         |        |
| Pas de portrait sous licence libre disponible pour Beth E. Mooney.         | Beth E. Mooney (en) (née en 1955)   | juillet 2019      |         |        |
| Pas de portrait sous licence libre disponible pour Jim Farley.             | Jim Farley (en) (né en 1962)        | 1er octobre 2020  |         |        |
| Pas de portrait sous licence libre disponible pour Alexandra Ford English. | Alexandra Ford English (d)          | mai 2021          |         |        |
| Pas de portrait sous licence libre disponible pour Henry Ford III.         | Henry Ford III (d)                  | mai 2021          |         |        |
| Jon Huntsman, Jr., 24 juillet 2009.                                        | Jon Huntsman, Jr. (né en 1960)      | 1er mai 2021      |         |        |
| Pas de portrait sous licence libre disponible pour John May.               | John May (d)                        | décembre 2021     |         |        |

## Actionnaires
| Famille Ford                  | 4%     |
| The Vanguard Group            | 7,16 % |
| Evercore Trust Company        | 4,96 % |
| SSgA Funds Management         | 4,25 % |
| Newport Trust (en)            | 3,76 % |
| Dodge & Cox                   | 3,46 % |
| BlackRock Fund Advisors       | 2,13 % |
| Geode Capital Management      | 1,70 % |
| Capital Research & Management | 1,37 % |
| Northern Trust Investments    | 1,04 % |
| Peloton Partners              | 1,03 % |

## Marques

### Actuelles
| Origin | Marque     | Estab. | Added | Markets                                             |
| ------ | ---------- | ------ | ----- | --------------------------------------------------- |
|        | Ford       | 1903   | 1903  | Mondial                                             |
|        | Lincoln    | 1917   | 1922  | Amérique du Nord, Moyen-Orient, Chine, Corée du Sud |
|        | Motorcraft | 1972   | 1972  | Mondial                                             |

### Anciennes
| Origine | Marque       | Années    | Marchés                         | Issue                                |
| ------- | ------------ | --------- | ------------------------------- | ------------------------------------ |
|         | Autolite     | 1961–1973 | Mondial                         | Vendue à Bendix Corporation          |
|         | Comet        | 1960–1961 | Amérique du Nord                | Fusionne avec Mercury                |
|         | Continental, | 1956–1986 | Amérique du Nord                | Arrêt de la production               |
|         | Edsel        | 1957–1960 | Amérique du Nord                | Arrêt de la production               |
|         | Fordson      | 1917–1964 | Amérique du Nord, Irlande, U.K. | Arrêt de la production               |
|         | Mercury      | 1939–2011 | Amérique du Nord, Moyen-Orient  | Arrêt de la production               |
|         | Merkur       | 1985–1989 | Amérique du Nord                | Arrêt de la production               |
|         | Meteor       | 1949–1976 | Canada                          | Arrêt de la production               |
|         | Monarch      | 1946–1961 | Canada                          | Arrêt de la production               |
|         | Frontenac    | 1960      | Canada                          | Arrêt de la production               |
|         | Troller      | 2007–2021 | Brésil                          | Arrêt de la production               |
|         | FPV          | 2002–2014 | Australie                       | Arrêt de la production               |
|         | Mazda        | 1974–2015 | Mondial                         | Vente des actions                    |
|         | TH!NK        | 1999–2003 | Amérique du Nord, Europe        | Vendue à Kamkorp                     |
|         | Volvo        | 1999–2010 | Mondial                         | Vendue à Geely                       |
|         | Matford      | 1934–1940 | France                          | Rupture de l'association avec Mathis |
|         | De Tomaso    | 1971–1974 | Mondial                         | Vendue à Alejandro de Tomaso         |
|         | Moto Guzzi   | 1973–1974 | Mondial                         | Vendue à Alejandro de Tomaso         |
|         | Benelli      | 1972–1974 | Mondial                         | Vendue à Alejandro de Tomaso         |
|         | AC Cars      | 1986–1992 | U.K.                            | 50% stake sold to Autokraft          |
|         | Aston Martin | 1989–2007 | Mondial                         | Vendue à un consortium privé         |
|         | Jaguar       | 1989–2008 | Mondial                         | Vendue à Tata Motors                 |
|         | Land Rover   | 2000–2008 | Mondial                         | Vendue à Tata Motors                 |
|         | Thames       | 1939–1965 | Europe, Canada                  | Arrêt de la production               |

## Compétition automobile
Lors de ses débuts, le constructeur américain a engagé ses voitures dans la compétition automobile, lui permettant de gagner en notoriété. Aujourd'hui, Ford participe toujours au SportsCar Championship et aux NASCAR Cup Series aux États-Unis. En Europe, Ford participe, entre autres, aux 24 Heures du Mans (une épreuve qu'elle a remportée à quatre reprises au général avec sa Ford GT40, en 1966, 1967, 1968, et 1969) dans les catégories GTE Pro et GTE Am.
La Formule Ford est une catégorie de monoplaces en existence depuis les années 1960.
Ford va rentrer officiellement en F1 en tant que motoriste à partir de 2026 pour les écuries Red Bull et Racing Bulls.

## Controverses

### Argentine
En 2017, d'anciens cadres de la branche argentine de Ford sont jugés à Buenos Aires pour complicité dans les tortures et exécutions de 24 ouvriers sous la dictature militaire. En 1976, après le coup d’État contre le gouvernement d'Isabel Perón, une unité de l'armée avait investi l'usine Ford et avait fait peu à peu disparaitre 24 délégués syndicaux. Les cadres de l'entreprise Ford de Buenos Aires sont accusés d'avoir autorisé la mise en service d'un centre de torture clandestin au sein de l'usine et d'avoir désigné les dirigeants syndicaux à éliminer. L'entreprise a bénéficié de ce climat de terreur pour augmenter les cadences de productivité de l'usine et supprimer toute revendication sociale.

### États-Unis d'Amérique
À la suite de la mort d'un couple en 2014, Ford a été condamné le vendredi 19 août à verser 1,7 milliard de dollars, ce qui équivaut à 1,69 milliard d'euros de dommages et intérêts pour un défaut de fabrication sur l'un de ses modèles de pick-up. Le F-250 Super Duty des victimes a effectué un tonneau après une crevaison alors qu'il circulait sur une route non loin d'Americus, dans l'état de Géorgie. Le toit du véhicule retourné avait cédé, écrasant le couple dans l'habitacle.

### France
Le 13 décembre 2018, Ford est accusé de « trahison » par le ministre de l'économie et des finances français, Bruno Le Maire. Un communiqué de Ford indique son refus d'accepter l'offre de reprise du Franco-Belge Punch Powerglide pour son site de Blanquefort. Cette décision, qui a pour conséquence d'engendrer un plan social et la perte de 850 emplois, provoque une réaction de colère de la part du ministre qui reproche à Ford de ne pas avoir tenu ses promesses et ne pas avoir tenu compte de la catastrophe humaine et sociale qui naîtra de sa décision. Il reproche aussi à Ford de ne pas avoir daigné lui répondre au téléphone, bien qu'il tente de joindre la direction de l'entreprise américaine : « Je veux profiter de la représentation nationale pour appeler Ford solennellement à réviser sa décision et à accepter la reprise de Punch qui garantit l’avenir du site industriel de Blanquefort. »
Le 21 décembre 2018, la métropole de Bordeaux annonce vouloir demander à Ford de lui rendre l'argent qu'elle avait alloué afin de tenter de sauver le site de Ford Blanquefort. Une motion est votée qui demande le remboursement d'1,7 million d'euros versés par la collectivité selon un contrat-cadre datant de 2013. Les élus, qui qualifient de « scandaleuse » la décision de Ford de ne pas avoir accepté l'offre de reprise de Punch Porwerglide, justifient cette demande de remboursement afin que ces sommes « puissent être réaffectées au financement de solutions individuelles pour les salariés et d'actions de ré-industrialisation du site et des territoires sinistrés en termes d'emplois ». Le 7 janvier 2019, l'administration révèle qu'elle a vingt-et-un jours, soit jusqu'au 28 janvier, pour valider le plan social proposé par Ford pour son site de Blanquefort. L'État espère toujours convaincre l'entreprise américaine de revendre son usine de Blanquefort au Belge Punch.
Le 7 février 2019, les salariés de l'usine de Blanquefort refusent le plan de sauvegarde de l'emploi (PSE) proposé par Ford. Le 4 juin, la CGT décide d'assigner le constructeur devant le TGI de Bordeaux pour tenter de bloquer la fermeture de l’usine. Le syndicat conteste, en effet, le motif économique avancé pour justifier cette fermeture, et reproche à Ford un abus de droit de refuser un repreneur. Le 24 juillet, sans préavis, la production est stoppée par la direction du site. La direction France confirme la fin de la production. Gilles Lambersend, secrétaire CGT du comité d'entreprise, affirme que la direction a profité de l'absence d'une partie des syndicalistes pour vider les chaines de montage.